# Armoriale delle famiglie italiane (Lo-Lu)
Questo è l'armoriale delle famiglie italiane il cui cognome inizia con le lettere che vanno da Lo a Lu.

## Armi

### Lob
| Stemma | Casato e blasonatura |
| ------ | --- |
|        | Lobetti o Lobeto (Racconigi, Torino) Titolo: conti di Monastero di Vasco, San Biagio D'oro, al lupo di nero, armato d'argento, rampante Motto: In Domino confido (citato in (16)) |

### Loc
| Stemma | Casato e blasonatura |
| ------ | --- |
|        | Locadelli o Locadello (Messina) d'azzurro, alla civetta d'oro, accompagnata da tre stelle dello stesso, due in capo e l'altra in punta (citato in (2) - pag. 145, in DAlena, in Mango e in (20)) Notizie storiche in Famiglie nobili di Sicilia. |
|        | Locatelli (Asolo) Troncato: al 1° d'azzurro a tre stelle (8) d'oro male ordinate; al 2° d'oro all'allocco al naturale fermo su di un monte di tre cime verde uscente dalla punta (citato in DAlena) |
|        | Locatelli (Molise) D'azzurro alla civetta d'oro accompagnata da tre stelle dello stesso, due in capo ed una in punta (citato in DAlena) |
|        | Locatelli (Bologna) Titolo: consignori di Ceva Troncato, d'azzurro, alla civetta al naturale, accompagnata da tre stelle (8), male ordinate, e di rosso, al monte di tre cime ristretto, d'oro (citato in (16)) |
|        | Locatelli (San Giorgio di Nogaro) Titolo: nobili; baroni del S. R. I. col predicato di Eulenburg e Schönfeld inquartato: al 1° d'argento alla civetta al naturale, coronata e sormontata da tre stelle a sei punte, male ordinate, di oro, ferma sulla cima di un monte di verde, di tre vette; al 2° e 3° sbarrato di nero e di oro di otto pezzi; al 4° di rosso al grifone ritto coronato, tenente un'alabarda, il tutto d'oro (citato in SPRE - Vol. IV pag. 128) civetta al naturale in maestà su monte a 3 cime di verde uscente dalla partizione coronata di oro su argento - 3 stelle (6 raggi) di oro poste 1,2 in alto su argento - sbarrato di nero e di oro (8 pezzi) - grifo rampante coronato di oro tenente una alabarda dello stesso posta in palo tra le zampe anteriori su rosso (citato in LEOM) Cimieri: 1° la civetta del campo sul monte; 2° il grifone del campo coronato |
|        | Locatelli (Assisi, Roma, Bergamo) Titolo: nobili di Assisi d'azzurro alla fascia d'oro merlettata sostenente un allocco d'argento sormontata da tre stelle d'oro (6) in fascia ed in punta al monte di tre cime d'oro (citato in SPRE - Vol. IV pag. 130) fascia di oro merlettata su azzurro - allocco (uccello simile al gufo) passante sulla fascia testa in maestà di argento su azzurro - 3 stelle (6 raggi) di oro poste in fascia in alto su azzurro - monte a 3 cime di oro uscente dalla punta su azzurro (citato in LEOM) |
|        | Locatelli (Padova, Udine, Selvazzano) Titolo: nobili troncato: al 1° d'azzurro a tre stelle (8) d'oro, male ordinate; al 2° d'oro alla civetta al naturale ferma sulla vetta di un monte di tre cime di verde, uscente dalla punta (citato in SPRE - Vol. IV pag. 129) 3 stelle (8 raggi) di oro poste 1, 2 su azzurro - civetta al naturale in maestà sul monte centrale di 3 monti al naturale di verde uscenti dalla punta su oro (citato in LEOM) |
|        | Locatelli (Cesena) (la blasonatura non è stata ancora caricata) (citato in BLCW) Immagine in Blasone Cesenate. |
|        | Locatelli Martorelli Orsini (Cesena) Titolo: marchesi di Montaletto; conti palatini; patrizi di Cesena d'azzurro all'allocco al naturale su un monte di tre cime di verde sormontato da tre stelle d'oro di 8 punte, male ordinate (citato in SPRE - Vol. IV pag. 130) monte a 3 cime di verde sormontato da - un allocco (uccello simile al gufo) in maestà al naturale su azzurro - 3 stelle (8 raggi) di oro poste 1,2 in alto su azzurro (citato in LEOM) Cimiero: una fenice su fiamme ardenti volta verso un sole d'oro |
|        | Locci (Cagliari, Gergei) D'azzurro, due cipressi ed una pianta e nella parte superiore un uccello con le ali spiegate che guarda il sole (citato in DAlena) |
|        | Locci (Ortacesus) TDonitolo: cavalirri; nobili; inquartato: al 1° di azzurro ad una rupe al naturale, sormontata da un sole d'oro; al 2° d'argento al braccio vestito di rosso, impugnante colla mano di carnagione un mazzetto di fiori; al 3° d'argento all'albero nudrito sulla pianura erbosa il tutto al naturale; al 4° di rosso al leone d'oro impugnante colla zampa anteriore destra una spada d'argento (citato in SPRE - Vol. IV pag. 131) rupe al naturale uscente dalla partizione sormontata da - sole raggiante di oro tutto su azzurro - braccio destro vestito di rosso uscente da destra impugnante con la mano di carnagione un mazzolino di fiori al naturale su argento - albero nodrito su pianura erbosa tutto al naturale su argento - leone rampante di oro tenente con la zampa anteriore destra una spada di argento posta in palo su rosso (citato in LEOM)          |
|        | Lochi (Bergamo) (la blasonatura non è stata ancora caricata) (Immagine nella Raccolta stemmi Trippini (JPG).) |
|        | Lochis (Bergamo) luna rivolta di argento su rosso - castello a 2 torri al naturale sormontato da - aquila di nero su oro - 3 monti al naturale di verde uscenti dalla punta sostenenti un - allocco (uccello simile al gufo) passante testa in maestà al naturale su azzurro - scaccato di argento e di nero (citato in LEOM) |
|        | Lochis (Bergamo) fascia di rosso su troncato di oro e di azzurro - luna di argento su oro - 3 monti al naturale di verde uscenti dalla partizione sostenenti un - allocco (uccello simile al gufo) passante testa in maestà al naturale su azzurro - castello a 2 torri al naturale sormontato da - aquila di nero su oro - scaccato di argento e di nero - ruota di oro su fascia di argento su troncato di oro e di azzurro - aquila di nero su oro - 2 cani passanti al naturale uno dietro l'altro su azzurro - monte di verde uscente dalla punta sostenente - un allocco (uccello simile al gufo) al naturale testa in maestà su azzurro - 3 stelle (6 raggi) di oro poste 1,2 in alto su azzurro (citato in LEOM) |
|        | Lochis (Bergamo) fascia di rosso su troncato di azzurro e di oro - luna di argento su azzurro - 3 monti di verde uscenti dalla punta sostenenti un allocco (uccello simile al gufo) testa in maestà al naturale su oro (citato in LEOM) |

### Lod
| Stemma | Casato e blasonatura |
| ------ | --- |
|        | Lodi (Ferrara) d'azzurro, al monte di tre cime d'oro movente dalla punta, sormontato da una colomba al naturale; al capo d'Angiò (citato in (2) - pag. 150 e in DAlena) |
|        | Lodi (Modena) Lucertola (citato in DAlena) |
|        | Lodi (Abruzzo) D'argento all'aquila di nero reggente cogli artigli un nastro di rosso, caricata nel petto d'un nastro svolazzante d'argento con la scritta PAX OPTIMA RERUM nel campo e due chiavi al naturale poste in croce di S. Andrea, legate da un nastro di rosso pendente e sormontate da una conchiglia di verde nella punta (citato in DAlena) |
|        | Lodi (Milano, Torino) Titolo: conti di Burolo, Marentino, Villanova; baroni di S. Marzanotto; consignori di Capriglio, Cocconato Partito, d'oro, a due rami di alloro, di verde, passati in doppia croce di Sant'Andrea, e bandato d'azzurro e d'argento alias Inquartato, al 1° e 4° d'oro, a due rami d'alloro, di verde, decussati e ridecussati; al 2° bandato d'azzurro e d'argento; al 3° bandato d'argento e d'azzurro Motto: Justo et sollicito - Justitia et sollecitudo (citato in (16)) |
|        | Lodi (Varazze, Milano) monte roccioso uscente dalla punta al naturale sostenente - una fenice di argento sulla sua immortalità di rosso mirante - sole raggiante di oro posto nel canton sinistro del capo tutto su azzurro (citato in LEOM) |
|        | Lodi (Milano) aquila di nero coronata di oro sull'oro del troncato di oro e di argento - banda di rosso accompagnata da - 2 lettere L maiuscole di nero poste in sbarra sull'argento (citato in LEOM) |
|        | Lodi (Cremona) Titolo: marchesi d'oro al leone d'argento caricato al centro di uno scudetto spaccato di nero e d'oro (citato in BLCR) Immagine in Blasonario Cremonese (archiviato dall'url originale il 7 aprile 2014). |
|        | Lodoli (Siena) Troncato: nel 1º d'argento, al ramo di rosaio fiorito di tre pezzi al naturale, nodrito su un monte di tre cime d'oro, accostato da due uccelli (allodole) al naturale, affrontati e posati sulla troncatura; nel 2º d'oro, a tre bande di verde (citato in (14)) |
|        | Lodoli (Siena) monte a 3 cime di argento uscente dalla troncatura cimato da - 3 rose di rosso stelate e fogliate di verde poste a ventaglio su argento - 2 uccelli allodole affrontate al naturale ai fianchi del monte su argento - 3 bande di verde su oro (citato in LEOM) |
|        | Lodolo (Genova, Roma) 2 uccelli allodole passanti al naturale in fascia su azzurro - aquila nascente di nero su oro in capo (citato in LEOM) |
|        | Lodolo d'Oria (Alessandria, Genova, Roma, Milano) Titolo: nobili D'azzurro, a due allodole posate, al naturale e poste in fascia, con il capo d'oro all'aquila nascente, di nero (citato in (16)) |
|        | Lodovici (Cesena) (la blasonatura non è stata ancora caricata) (citato in BLCW) Immagine in Blasone Cesenate. |
|        | Lodron (Trentino) Titolo: signori di Casorzo, Cassinelle, Castagnole Monferrato, Cavatore, Cremolino, Grognardo, Morsasco, Orsara Di rosso, al leopardo illeonito, d'argento, con la coda intrecciata in nodo d'amore alias Di rosso, al leopardo illeonito, d'argento, con la coda intrecciata in nodo d'amore, con il capo del Salisburghese Motto: Fortitudo (citato in (16)) |

### Lof
| Stemma | Casato e blasonatura |
| ------ | --- |
|        | Lo Faso o Lofgaso o Faso (Palermo) Titolo: principe di S. Pietro; duca di Serradifalco; marchese di Gastone, dell'Ingegni, S. Gabriele; barone di Oliveri, Tonnara di Oliveri, Rabione, Salicio, Grotta d'Acqua, Serradifalco, Condovemo d'azzurro, al faggio al naturale sradicato, sormontato da un'aquila nascente spiegata d'oro tenente con il rostro una face accesa di rosso, ed un braccio armato d'argento uscente dal cantone destro superiore dello scudo, impugnante una spada dello stesso posta in fascia, portante all'estremità un giglio d'oro (citato in SPRE – Vol. III pag. 94, in (17) e in Mango) albero di faggio al naturale sradicato cimato da - aquila di oro nascente con una fiaccola accesa al naturale nel becco su azzurro - avambraccio destro vestito di argento uscente da sinistra in alto impugnante con la mano di carnagione una spada di argento posta in fascia cimata da un giglio coricato di oro su azzurro (citato in LEOM) alias d'azzurro, con un albero di faggio al naturale sormontato da un'aquila nascente coronata di nero portante una face accesa al rostro; ed un braccio armato sporgente dal canton destro del capo, tenente una spada in mano posta in fascia alla cui punta un giglio d'oro, per concessione di Carlo II d'Angiò (citato in (20)) Notizie storiche in Famiglie nobili di Sicilia. Ulteriori notizie storiche in Famiglie nobili di Sicilia. |
|        | Loffreda o Loffredo o Auria (Messina) d'azzurro, troncato da un filetto d'oro; il 1° al leone d'oro illeopardito tenente un ramoscello di verde; il 2° a tre monti verdeggianti al naturale, ciascuno sormontato da una stella di sei raggi d'argento (citato in Mango) diviso; nel 1° d'azzurro, con un leone leopardito d'oro tenente con la zampa destra alzata un ramo di verde; nel 2° d'azzurro, col monte di tre cime al naturale movente dalla punta, sormontata ciascuna da una stella d'argento (citato in (20)) Notizie storiche in Famiglie nobili di Sicilia. |
|        | Loffredi (Cesena) (la blasonatura non è stata ancora caricata) (citato in BLCW) Immagine in Blasone Cesenate. |
|        | Loffredo (Molise) Titolo: barone di Carovigno, Locorotondo, Nocara, Canna; conte di Montescaglioso, Trani, Matera, Lecce, Sessa, Capaccio, Potenza; marchese di Trevico, S. Agata di Puglia, Monteforte, Sovereto, Montesoro, Canna; duca di Gaeta, Laconia, Nocara; principe di Cardito, Amorosi, Maida, San Costantino Un campo di merli d'azzurro su fondo d'argento (citato in DAlena) alias Di vaio pieno (citato in DAlena) di vaio pieno d'argento e d'azzurro (citato in (19)) Cimiero: una testa e collo di bufalo di rosso, alato d'un volo spiegato d'argento Notizie storiche in Nobili napoletani. |
|        | Loffredo (Messina) Titolo: duca di Ossada, marchese di Melia, Cassibile, Mongiuffi e Kaggi; conte di Guido, barone della tonnara di Patti, Longi, Cassibile; signore delle saline di Platanella, di Cianciana e Cantarella; nobili dei duchi d'azzurro troncato filettato d'oro, 1° al leone d'oro tenente un ramoscello, 2° a tre monti di verde sormontati da tre stelle d'argento d'azzurro, spaccato da un filetto d'oro; il 1° al leone d'oro illeopardito tenente un ramoscello di verde, il 2° a tre monti verdeggianti al naturate, ciascuno sormontato da una stella di 6 raggi d'argento (citato in (20)) filetto in fascia di oro su azzurro - leone passante sul filetto di oro tenente un ramoscello di verde nella zampa destra su azzurro - 3 monti di verde al naturale uscenti dalla punta sormontati da - 3 stelle (6 raggi) di argento poste in fascia su azzurro (citato in LEOM) alias di vajo azzurro (citato in (17)) vajo pieno (citato in LEOM) Motto: Festina lente Notizie storiche in Famiglie nobili di Sicilia. |

### Log
| Stemma | Casato e blasonatura |
| ------ | --- |
|        | Logerot (Napoli) scaglione di oro accompagnato da - 3 stelle (6 raggi) dello stesso poste 2,1 su azzurro (citato in LEOM) |
|        | Loggia (Asolo) (la blasonatura non è stata ancora caricata) (citato in DAlena) |
|        | Logi (Cortona) Troncato: nel 1º d'oro, alla stella a cinque punte di rosso; nel 2º d'azzurro, al leone d'oro, tenente fra le zanne un anello di... alias D'azzurro, al leone d'oro, tenente fra le zanne un anello di...; e al capo d'oro caricato della stella a cinque punte di rosso (citato in (14)) |
|        | Lo Giudice o Del Giudice (Napoli, Genova, Messina, Palermo) Titolo: Casata nota ab antiquo che fu decorata con il titolo di principe Inquartato di rosso e di nero, alla croce spinata d'argento, attraversante sul tutto (citato in Mango) Notizie storiche in Nobiliario di Sicilia.                   |
|        | Lo Guasto o Del Guasto (Sicilia) di rosso, al leone d'oro, impugnante una spada d'argento, alta in palo, sormontato da tre stelle d'oro, allineate in fascia (citato in Mango) |

### Loi
| Stemma | Casato e blasonatura |
| ------ | --- |
|        | Loi (Firenze) D'argento, all'albero al naturale sostenente tre uccelli posati dello stesso, e nodrito su un monte di sei cime d'azzurro, caricato di un bisante d'argento, sovraccaricato di un giglio di rosso (oppure scudetto rotondo di Firenze) (citato in (14)) |
|        | Loiani (Bologna) d'argento, al grifone di rosso (citato in (11) – pag. 468 e in DAlena) |
|        | Loira o Loyra (Poirino, Torino) Titolo: conti di Mongrando; signori di Cerrione; consignori di Giaveno D'azzurro, al ghiro, accompagnato da tre stelle, il tutto d'oro alias Inquartato, al 1° e 4° d'azzurro, alla fascia doppio merlata, accompagnata da tre stelle, il tutto d'oro; al 2° e 3° d'argento, all'aquila di nero Motto: An tibi quod alteri (citato in (16)) |

### Loj
| Stemma | Casato e blasonatura |
| ------ | --- |
|        | Lo Jucco (Napoli, Taranto) Titolo: nobili di Taranto d'azzurro all'aquila bicipite, al volo abbassato, cucita di nero, linguata di rosso, coronata d'oro, posta su di un fascio di giunchi al naturale (citato in SPRE – Vol. III pag. 705 e in (17)) aquila bicipite volo abbassato (ali abbassate) di nero coronata di oro su - un fascio di giunchi al naturale tutto su azzurro (citato in LEOM) |

### Lol
| Stemma | Casato e blasonatura |
| ------ | --- |
|        | Loli (Firenze) D'azzurro, alla branca di leone d'argento, armata di rosso, posta in banda e accostata da due rose d'argento (citato in (14)) |
|        | Loli (Firenze) Di..., al monte di sei cime di..., cimato da una stella a otto punte di... (citato in (14)) |
|        | Loli Piccolomini (Siena) Partito: nel 1º d'argento, alla croce d'azzurro caricata di cinque crescenti montanti d'oro, 1.3.1; nel 2º di rosso, alla banda d'argento, caricata di due leoni leoparditi di nero, tenenti con le branche anteriori un ramo dello stesso (citato in (14)) |
|        | Loli Piccolomini (Pienza) 5 lune montanti di oro in croce su croce di azzurro su argento - 2 leoni rampanti al naturale tenenti nelle zampe anteriori un ramoscello di verde su banda di oro su rosso (citato in LEOM) |
|        | Lolin (Venezia) (FR) Losangé d'or et de gueules, au chef du premier, ch. d'une fleur-de-lys du second (citato in JB Rietstap (archiviato dall'url originale il 17 febbraio 2020).) |
|        | Lolli (Narni) Gallo (citato in DAlena) |
|        | Lolli (Roma, Tivoli, Ferentino) 3 teste di donna con gorgiera al naturale di profilo coronate di oro poste 1,2 su azzurro - leone rampante di rosso su oro - croce di Gerusalemme di rosso su argento - leone rampante di rosso su argento - leone rampante di rosso su fasciato di argento e di azzurro (10 pezzi) - 2 fasce di rosso su argento sormontate da una rosa di rosso - 3 spighe di oro nodrite su 3 monti uguali di argento uscenti dalla punta su rosso (citato in LEOM) |
|        | Lolli (Narni, Fabriano) 3 monti accostati al naturale uscenti dalla punta cimati ciascuno da una pianticella erbacea di loglio tutto al naturale su argento - 3 teste di uomo di profilo al naturale poste 1,2 accompagnate in alto da - stella (6 raggi) di rosso e in basso - da una fascia di rosso cancellata di argento tutto su argento (citato in LEOM) |
|        | Lolli (Mirandola) 3 pali di rosso su fascia di argento su azzurro - busto di uomo di profilo vestito di nero uscente dalla fascia tenente nella sinistra un ramo (di loglio) di verde su azzurro - 3 stelle (5 raggi) di oro poste in fascia in alto su azzurro - 2 lettere maiuscole di rosso "LO" su azzurro in basso (citato in LEOM) |
|        | Lolli o Lollio (Ferrara) leone rampante nascente al naturale dalla troncatura sull'oro del troncato di oro e di azzurro - 3 stelle (6 raggi) di oro poste 2,1 sull'azzurro (citato in LEOM) |

### Lom
| Stemma | Casato e blasonatura |
| ------ | --- |
|        | Lomaggio o Lomagio (Carmagnola) Partito d'argento e di nero, al leone dell'uno nell'altro (citato in (16)) |
|        | Lomaglio (Ivrea, Torino) Titolo: conti Partito, al 1° d'argento, alla spada al naturale, manicata d'oro, posta in palo, la punta verso l'alto, al 2° d'azzurro, alla fascia di rosso, cucita, accompagnata da due stelle d'argento Motto: Virtus et gloria (citato in (16)) |
|        | Lombard (Belley, Alessandria, Torino) Titolo: baroni Di rosso, al leone d'argento, con il capo d'oro, carico di un'aquila coronata, di nero (citato in (16)) leone rampante di argento su rosso - aquila coronata di nero su oro in capo (citato in LEOM) |
|        | Lombardi (Firenze) Titolo: Nobili di Colle interzato in palo: a) d'azzurro alla ruota dentata, accompagnata in capo da tre stelle (8) poste in fascia, ed in punta da una cometa (8) ondeggiante in palo, il tutto d'oro; b) di rosso alla lancia al naturale astata d'oro posta in palo; c) scaccato d'oro e d'azzurro di tre pezzi su ognuna delle nove file (citato in (2) - pag. 321 e in DAlena) interzato in palo di azzurro di rosso e scaccato di oro e di azzurro - ruota dentata di oro accompagnata in capo da - 3 stelle (8 raggi) di oro poste in fascia e in punta da - cometa dello stesso posta in palo tutto su azzurro - lancia posta in palo al naturale su rosso (citato in LEOM) |
|        | Lombardi (Colle) Partito: nel 1º d'azzurro, alla ruota dentata accompagnata da tre stelle a otto punte ordinate in capo e da una cometa posta in punta, il tutto d'oro; nel 2º scaccato d'oro e d'azzurro; e al palo di rosso passato sulla partizione e caricato di una lancia al naturale, con la nappa d'oro (citato in (14)) |
|        | Lombardi (Firenze) D'azzurro, alla ruota di Santa Caterina al naturale, ferrata di nero, accompagnata da tre stelle a otto punte d'oro, ordinate in capo, e da una cometa dello stesso, posta in punta (citato in (14)) |
|        | Lombardi (Compiano) (la blasonatura non è stata ancora caricata) (citato in DAlena) |
|        | Lombardi (Portoferraio) Cane (citato in DAlena) |
|        | Lombardi (Malta, Ostana) Titolo: conti di Lomborgo D'oro, alla croce di S. Andrea, di nero, accantonata in capo e punta da una stella, d'azzurro, in ciascun fianco da un leoncino, di rosso; con il capo d'azzurro, carico di tre gigli, d'oro, ordinati in fascia Motto: Impavidum ferient ruinae (citato in (16)) |
|        | Lombardi (Nizzardo) D'oro, a tre pigne al naturale, male ordinate (citato in (16)) |
|        | Lombardi (Parma) guerriero armato di tutte pezze al naturale impugnante con la sinistra una spada posta in banda e mirante - stella (6 raggi) di oro posta nel canton sinistro del capo tutto su azzurro (citato in LEOM) |
|        | Lombardi (Roma) leone rampante di argento su rosso (citato in LEOM) |
|        | Lombardi (Manta, Cuneo, Torino) croce di Sant'Andrea di nero accantonata - in palo da 2 stelle (5 raggi) di azzurro e - in fascia da 2 leoni rampanti di rosso tutto su oro - capo di Francia (citato in LEOM) |
|        | Lombardi da Calcinaia (Pisa) Trinciato di rosso e d'argento, al volo abbassato del secondo nel primo, e alla testa di bue del primo nel secondo (citato in (14)) |
|        | Lombardi Morieno (Roma) troncato merlato d'oro e d'argento (Immagine nell' Archivio Storico Capitolino (PDF) (archiviato dall'url originale il 24 febbraio 2017).) |
|        | Lombardi Satriani (Briatico, Monteleone - Vibo Valentia) D'azzurro ad una banda d'oro accompagnata da due stelle a sei raggi dello stesso, una in capo l'altra in punta (citato in (21)) |
|        | Lombardo o Lombardi (Milano, Abruzzo) Titolo: barone di Trevico, Flumeri, Casatelluccio dei Sauri, Roseto, Sequestro, Troia, Casalnuovo, Monterotaro, Apricena, San Chirico; conte di Gambatesa; marchese di Roseto, Tufillo Di rosso al leone d'argento (citato in DAlena e in (19)) alias partito d'oro e d'azzurro al leone dell'uno nell'altro (citato in DAlena) alias partito d'azzurro e d'oro al leone dell'uno nell'altro (citato in (19)) Motto: Genus et probo Notizie storiche in Nobili napoletani. |
|        | Lombardo o Lombardi (Palermo, Messina) Titolo: duca di Cumia, nobile vajato di rosso e d'oro (citato in (17) e in (20)) Notizie storiche in Famiglie nobili di Sicilia. |
|        | Lombardo o Lombardi (Palermo) vajato di oro e di rosso di 7 file (citato in LEOM) |
|        | Lombardo (Messina, Palermo, Sutera, Marsala, Taormina) Titolo: barone di Gibellina, Cosmano, Pergola, Salvavecchia, Serravalle vajato d'oro e di rosso (citato in Mango) vajo minuto d'oro, e di rosso di sette file (citato in (20)) Corona di barone Notizie storiche in Famiglie nobili di Sicilia. |
|        | Lombardo (Chioggia) (la blasonatura non è stata ancora caricata) (citato in Araldica gentilizia (archiviato dall'url originale il 5 marzo 2016).) |
|        | Lombardo (Venezia) (DE) In blau-gold schräggeteiltem Feld 1 rotgezungter Adler in verwechselten Tinkturen (citato in (24)) |
|        | Lombardo (Venezia) (FR) Coupé d'or sur azur, au lion léopardé de l'un en l'autre. (citato in [Coupé d'or sur azur, au lion léopardé de l'un en l'autre. JB Rietstap]) |
|        | Lombardo (Abbazia) leone passante troncato di azzurro e di oro su troncato di oro e di azzurro (citato in LEOM) |
|        | Lombardo (Abbazia) scaccato di argento e di azzurro (9 pezzi) - rosso pieno in capo (citato in LEOM) |
|        | Lombardo di San Chirico (Lucera, Roma) Titolo: nobili, predicato di San Chirico di rosso al leone d'argento (citato in (17)) |
|        | Lombria (Venezia) (FR) Coupé, au 1, d'argent plein, au 2, d'azur, au lion d'argent, supportant de ses pattes un cône du même, en fasce. (citato in JB Rietstap (archiviato dall'url originale il 17 febbraio 2020).) |
|        | Lo Medico (Sicilia) di rosso, alla croce d'oro piantato sopra un monte, movente dalla punta, carica di nove merlotti e di una stella, sei in fascia, tre e la stella sotto in palo; il tutto dello stesso (citato in Mango e in (20)) Notizie storiche in Famiglie nobili di Sicilia. |
|        | Lomelino o Lomellini (Ovada) Troncato di porpora e d'oro (citato in (26)) |
|        | Lomellini (Genova) Titolo: signori di Pasturana; consignori di Mombasiglio, Niella, Prelà Troncato di porpora e d'oro (citato in (16)) |
|        | Lomellini (Genova) troncato di azzurro e di oro (citato in LEOM) |
|        | Lomellini (Carmagnola) Titolo: conti di Cergnago in Lomellina Troncato di rosso e d'oro Motto: Manet avita virtus (citato in (16)) |
|        | Lomellino o Lumillino (Palermo) troncato di rosso e d'oro (citato in Mango e in (20)) Cimiero: un grifo nascente di nero Motto: Manet avita virtus Notizie storiche in Famiglie nobili di Sicilia. |
|        | Lomellino o Lomellini o Lomellini di Tabarca (Genova) troncato di rosso e di oro (citato in LEOM) |
|        | Lomellino o Lomellini o Lomellini di Tabarca (Genova) troncato di viola e di oro (citato in LEOM) |
|        | Lomello o Lomelli (Poirino, Chieri) Titolo: consignori di Balme, Cellarengo D'azzurro, a tre bande, d'oro Motto: Sur tout fais le devoir (citato in (16)) |
|        | Lomeni (Milano) leone passante di oro su rosso - rosaio fiorito di 9 pezzi di rosso stelato e fogliato di verde su ristretto al naturale uscente dalla punta su argento (citato in LEOM) |
|        | Lomia o La Lomia (Sicilia) di verde, con cinque lomie d'oro situate in cinta (citato in (20)) Notizie storiche in Famiglie nobili di Sicilia. |
|        | Lo Miglio o Migliore (Messina, Milazzo) d'argento, alla banda di rosso, caricata da un giglio del campo, e da due rose dello stesso (citato in Mango) |
|        | Lo Monaco (Sicilia) (troncato: nel 1º d'oro, a quattro pali d'azzurro; nel 2º pure d'oro, al leone con testa e ali d'aquila, coronato, di rosso) (citato in Mango) |
|        | Lo Mundo (Messina) Titolo: barone di Margi, nobile d'azzurro al sole figurato di rosso, una crescente a tre stelle d'argento, in punta una stella d'oro di sette punte caricata da una banda a due stelle d'argento (citato in (17)) d'azzurro, al sole d'oro, figurato di rosso, ed il crescente rivolto d'argento, ordinati in fascia, accompagnati nel capo da tre stelle ordinate del medesimo, e nella punta da una stella grande o pianeta del secondo, caricata dalla banda d'azzurro, a due stelle d'argento (citato in (20)) Notizie storiche in Famiglie nobili di Sicilia. |
|        | Lo Mundo (Messina) sole di rosso raggiante di oro a sinistra - luna rivolta di argento a destra - 3 stelle (5 raggi) di argento poste in fascia in alto - 2 piccole stelle (5 raggi) di oro su banda di azzurro su grande stella (7 raggi) di oro in punta tutto su azzurro (citato in LEOM) |

### Lon
| Stemma | Casato e blasonatura |
| ------ | --- |
|        | Lonardelli (Cesena) (la blasonatura non è stata ancora caricata) (citato in BLCW) Immagine in Blasone Cesenate. |
|        | Lonati (Pavia) Titolo: marchesi di Vignole; signori di Borghetto Borbera, Sorli Di rosso, a tre mezze lune, d'argento, con il capo d'oro, all'aquila coronata, di nero alias Inquartato, di Lonati e di Visconti alias Partito, di Lonati e di Crivelli (citato in (16)) |
|        | Londini (Firenze) D'azzurro, alla banda diminuita d'argento, accompagnata in capo da un destrocherio (o braccio reciso) di carnagione, vestito di rosso, tenente in atto di scrivere una penna d'oca d'argento, e in punta da un albero sradicato al naturale (citato in (14)) |
|        | Londonio (Venezia) aquila di nero su oro - leone rampante al naturale su argento - 2 rose di rosso in alto ai lati su argento (citato in LEOM) |
|        | Londoño o Londonio (Spagna, Milano) Titolo: consignori di Fontaneto D'argento, a nove rondelle d'azzurro, poste 3, 3, 3 alias Di rosso, alla catena d'argento, posta in banda, ingollata da due teste di leone d'oro, accompagnata da sei stelle (6) d'oro, poste in cinta (citato in (16)) |
|        | Longaragni (Carignano) D'azzurro, al leone d'argento, lampassato, armato e coronato di rosso (citato in (16)) |
|        | Longari Ponzone (Casalmaggiore) croce patriarcale di argento su rosso - fasciato di verde e di argento (citato in LEOM) inquartato; nel primo e nel quarto, di rosso alla croce patriarcale d'argento; nel secondo e nel terzo, fasciato di verde e d'argento (citato in BLCR) Immagine in Blasonario Cremonese (archiviato dall'url originale il 7 aprile 2014). |
|        | Longhena (Brescia) pellicano di argento nell'atto di ferirsi il petto con il becco su terrazzo di verde su azzurro (citato in LEOM) |
|        | Longhi (Roma) inquartato: 1° e 4° d'argento al leone di nero coronato d'oro alla banda partita d'oro e d'azzurro attraversante; nel 2° e 3° d'azzurro alla torre d'oro accompagnata in capo da una crocetta di rosso raggiante d'oro (citato in (2) - pag. 68 e in DAlena) |
|        | Longhi (Roma) inquartato: 1° e 4° d'argento al leone di nero coronato d'oro alla banda partita d'oro e d'azzurro attraversante; nel 2° e 3° d'azzurro alla torre d'argento accompagnata in capo da una crocetta d'oro raggiante (Immagine nell' Archivio Storico Capitolino (PDF) (archiviato dall'url originale il 4 marzo 2016).) |
|        | Longhi (Siena) Di..., alla torre di... fondata sul terreno montuoso al naturale, sostenente un cane fermo di..., e accostata da due alberi di..., nodriti sul terreno stesso (citato in (14)) |
|        | Longhi (Lecco, Milano) Titolo: signori di Monforte Bandato d'oro e di rosso, di otto pezzi, con il capo d'argento, carico di un leone di rosso, illeopardito (citato in (16)) |
|        | Longhi (Torino) Palato di rosso e d'argento (citato in (16)) |
|        | Longhi (Cesena) (la blasonatura non è stata ancora caricata) (citato in BLCW) Immagine in Blasone Cesenate. |
|        | Longis o Lungis (Savigliano) Titolo: consignori di Ceresole Trinciato di verde e di rosso, con la banda sulla partizione, inquartata, nel verso della pezza, d'oro, e scaccato d'argento e d'azzurro Motto: Indulgentia fortior - Sunt stemma virtutis insignia (citato in (16)) |
|        | Longo (Modugno, Napoli) bipartito: d'azzurro alla fascia d'oro, caricato di tre stelle a 6 punte d'oro Cimiero: una branca d'orso al naturale Motto: Meritos ad astra suos (citato in (12) - pag. x) |
|        | Longo (Modugno (Ba)) IT bipartito: d'azzurro alla fascia d'argento con tre stelle d'oro a sei raggi, colomba e giglio Cimiero: elmo antico da cavaliere Motto: meritos ad astra suos (citato in (12) - pag.x) |
|        | Longo (Molise) D'azzurro alla fascia d'oro accompagnata da tre stelle (8 ?) del medesimo, due nel capo ed una nella punta (citato in DAlena) |
|        | Longo (Venezia) (citato in MS Famiglie venete con le loro armi) |
|        | Longo (Cosenza) D'azzurro alla fascia d'oro accompagnata da 3 stelle dello stesso, 2 in capo e 1 in punta (citato in DAlena e in BLCL) |
|        | Longo (Tropea) D'azzurro alla fascia d'oro accompagnata da tre gigli dello stesso, due in capo ed uno in punta (citato in BLCL) Immagine in Tropea Magazine. |
|        | Longo (Napoli, Marigliano, Modugno, Nola, Vinchiaturo, San Lorenzo del Vallo) Titolo: marchese di Vinchiaturo, nobile di Nola e Modugno d'azzurro alla fascia d'oro accompagnata da tre stelle d'oro (citato in (17)) d'azzurro alla fascia d'oro accompagnata da tre stelle d'oro (6 ?),due nel capo e una in punta (citato in (19)) fascia di oro accompagnata da - 3 stelle (5 raggi) dello stesso poste 2,1 su azzurro (citato in LEOM) Cimiero: una branca d'orso impugnante una cometa d'argento Motto: Meritos ad astra suos Notizie storiche in Nobili napoletani.                    |
|        | Longo (Moncalieri) D'argento, a tre pali di rosso (citato in (16)) |
|        | Longo o Longhi (Carmagnola) Palato di rosso e d'argento Motto: Nec fulmina terrent (citato in (16)) |
|        | Longo (Bra) D'argento, a tre pali di rosso (citato in (16)) |
|        | Longo (Mondovì ?) Troncato, al 1° d'argento, al leone alato, passante, tenente tra le zampe un [...], di verde, al 2° bandato d'argento e di rosso, con il capo d'oro, carico di un'aquila coronata, di nero (citato in (16)) |
|        | Longo (Barcellona Pozzo di Gotto, Messina, Palermo) Titolo: barone di Frassini e di Salicà di rosso all'aquila spiegata di nero coronata d'oro (citato in (17) e in Mango) aquila di nero coronata di oro su rosso (citato in LEOM) alias di rosso alla fascia d'argento a tre stelle d'oro (citato in (17) e in Mango) di rosso, con una fascia d'argento, accompagnata da tre stelle d'oro poste 2 in capo ed 1 in punta (citato in (20)) fascia di argento accompagnata da - 3 stelle (5 raggi) di oro poste 2,1 su rosso (citato in LEOM) Notizie storiche in Famiglie nobili di Sicilia. |
|        | Longo (Barcellona Pozzo di Gotto) aquila di oro su azzurro (citato in LEOM) |
|        | Longo di Messina (Sicilia) Titolo: barone, barone della Corte d'azzurro, con l'aquila spiegata d'oro (citato in (20)) Corona di barone Notizie storiche in Famiglie nobili di Sicilia. |
|        | Longo o Llonc (Napoletano) d'argento, una banda d'oro e una sbarra rossa (citato in (19)) Notizie storiche in Nobili napoletani. |
|        | Longo (Manfredonia, L'Aquila) di rosso, ai tre scaglioni ridotti d'argento, sormontati nel cantone sinistro da una croce trifogliata del secondo. Motto: Sol omnibus lucet Citato in |
|        | Longo (Venezia) (FR) D'argent, au lion de sable, couronné d'or. Ou: D'argent, à la fasce d'azur, au lion de gueules, brochant sur le tout. (citato in JB Rietstap (archiviato dall'url originale il 17 febbraio 2020).) |
|        | Longobardi (Roma, Napoli) Titolo: nobili d'azzurro al leone d'oro tenente una palma di verde (citato in (17)) leone rampante di oro tenente nella zampa destra una foglia di palma di verde su azzurro (citato in LEOM) |
|        | Longobardo (Messina, Siracusa, Caltagirone) Titolo: barone d'oro, con due rami di palma di verde, posti in palo, sormontati da una stella di rosso (citato in Mango e in (20)) Notizie storiche in Famiglie nobili di Sicilia. |
|        | Longoni (Milano, Novara) D'azzurro, al leone d'argento, coronato d'oro (citato in (16)) leone rampante di argento coronato di oro su azzurro (citato in LEOM) |
|        | Longoni (Desio) croce scorciata ricrociata di rosso su argento - nodo di oro su azzurro (citato in LEOM) |
|        | Longoni (Desio, Milano) leone rampante di argento su azzurro (citato in LEOM) |
|        | Longueville (Francia) Di Francia antica cioè d'azzurro seminato di gigli d'oro, con un bastone d'argento posto in banda sul tutto (citato in DAlena) |
|        | Lonigo (Padova) 3 paia di spade incrociate di nero poste in palo punte in alto su oro - interzato in palo di rosso di argento e di nero (citato in LEOM) Partito: nel primo d'oro, a tre coppie di spade in palo di nero, incrociate in decusse; nel 2° interzato in palo di rosso, d'argento e di nero |

### Lop
| Stemma | Casato e blasonatura |
| ------ | --- |
|        | Lopez (Firenze) Di..., alla fascia di..., accompagnata in capo da una stella a otto punte d'azzurro, e in punta da un anelletto di rosso (citato in (14))                                               |
|        | Lopez (Lecce, Taurisano, Napoli) Titolo: duca di Taurisano troncato 1° d'azzurro a due lupi d'oro l'uno sull'altro, 2° a cinque gru d'argento (citato in (17))                                          |
|        | Lopez (Sicilia) d'azzurro, con due lupi d'oro passanti l'uno sull'altro (citato in (20)) Notizie storiche in Famiglie nobili di Sicilia.                                                                |
|        | Lopez de Leoni (Roma) (la blasonatura non è stata ancora caricata) (Immagine nell' de Leoni.pdf#view=fit&navpanes=1 Archivio Storico Capitolino.)                                                       |
|        | Lopez y Royo (Sicilia) troncato: nel 1° d'azzurro a due lupi d'oro, passanti l'uno sull'altro; nel 2° d'azzurro, a cinque grù d'argento, con la vigilanza d'oro, disposte in decusse (citato in Mango)  |
|        | Lopez y Royo (Lecce, Taurisano) 2 lupi passanti di oro posti un sull'altro su azzurro - 5 gru di argento con la loro vigilanza di oro poste in croce di Sant'Andrea su azzurro (2,1,2) (citato in LEOM) |
|        | Lo Presti o Presti (Salemi, Palermo) d'oro, a due bande di verde (citato in Mango) |

### Loq
| Stemma | Casato e blasonatura |
| ------ | --- |
|        | Loquez o Loques Titolo: signori di Saint-Sauveur D'oro, all'orso fermo e passante, di rosso, con la testa sormontata da una stella, pure di rosso (citato in (16)) |

### Lor
| Stemma | Casato e blasonatura |
| ------ | --- |
|        | Lo Re (Messina) d'argento, all'aquila spiegata di nero, sormontata nel capo da due stelle dello stesso (citato in Mango) |
|        | Loredan (Treviso, Padova, Venezia) 3 rose di azzurro poste in fascia su oro - 3 rose di oro poste 1,2 su azzurro (citato in LEOM) |
|        | Loredani (Napoletano) (la blasonatura non è stata ancora caricata) (citato in (19)) |
|        | Loredani (Venezia) troncato: d'oro e d'azzurro, a sei rose ordinate 3 e 3 dell'uno all'altro, bottonate del campo (Immagine nella Raccolta stemmi Trippini (JPG).) |
|        | Loredano (Messina) troncato: d'oro e d'azzurro, a sei rose ordinate 3 e 3 dell'uno all'altro, bottonate del campo (citato in Mango) alias diviso d'oro e di rosso, con tre rose dell'uno nell'altro (citato in (20)) Notizie storiche in Famiglie nobili di Sicilia. |
|        | Lorefice o Laurefice o Orefice o Aurefice (Modica, Palermo, Siracusa, Sciacca, Trapani) Titolo: barone di Corulla, Piano del Pozzo o Poggio Diamante, Acqua del Golfo; marchese d'azzurro, alla sbarra d'oro, ed il leone dello stesso che impugna con le zampe un ramo d'alloro (citato in Mango) alias d'azzurro, con un leone di oro tenente con le zampe un ramoscello di verde alloro, ed una sbarra d'oro attraversante sul tutto (citato in (20)) Notizie storiche in Famiglie nobili di Sicilia. Ulteriori notizie storiche in Famiglie nobili di Sicilia. |
|        | Lorefice (Modica) sbarra di oro su - leone rampante dello stesso tenente con la zampa destra un ramo di alloro di verde su azzurro (citato in LEOM) |
|        | Lorena (Imperiale e Reale casa) D'oro, alla banda di rosso, carica di tre alerioni d'argento (citato in (16)) Inquartato: nel 1º partito a/ fasciato d'argento e di rosso, b/ di rosso, al monte di tre cime di verde sostenente una croce a doppia traversa d'argento (Ungheria antica e moderna); nel 2º di rosso, al leone d'argento coronato d'oro (Boemia); nel 3º bandato d'azzurro e d'oro (Borgogna); nel 4º d'azzurro, a due delfini accostati in palo d'oro posti fra quattro crocette pieficcate a doppia traversa dello stesso (Bar). Sul tutto interzato in palo: nel 1º d'oro, alla banda di rosso caricata di tre alerioni d'argento (Lorena); nel 2º di rosso, alla fascia d'argento (Austria); nel 3º d'oro, a cinque palle di rosso, 2.2.1, e alla palla d'azzurro posta in capo e caricata di tre gigli d'oro, 1.2 (Toscana) (citato in (14)) |
|        | Lorenzani (Pisa) Troncato: nel 1º d'azzurro, al castello turrito di due pezzi al naturale; nel 2º d'oro, all'albero (lauro) sradicato di verde, attraversato al tronco da uno scaglione di rosso, e alla biscia al naturale accollante il tronco e lo scaglione (citato in (14)) |
|        | Lorenzi (Firenze) D'argento, al cane rampante di nero, collarinato di rosso, tenente un fiore d'oro, gambuto e fogliato dello stesso (citato in (14)) |
|        | Lorenzi (Firenze) Trinciato cuneato d'oro e di nero, alla ghirlanda di verde nel primo (citato in (14)) |
|        | Lorenzi (Firenze) Partito: nel 1º di..., a tre fasce di...; nel 2º di..., alla stella a otto punte di... alias Di..., allo scaglione di..., accompagnato da tre crescenti di..., 2.1, il tutto accompagnato in capo da un lambello a quattro pendenti di... alias Di..., allo scaglione di..., accompagnato da tre crescenti di..., 2.1, il tutto accompagnato in capo da un lambello a cinque pendenti di... (citato in (14)) |
|        | Lorenzi (Livorno) D'azzurro, alla torre al naturale fondata sul terreno dello stesso e cimata da un pino di verde sostenuto da due leoni affrontati d'oro; leoni e tronco dell'albero attraversati da un nastro d'argento sventolante in fascia, caricato di tre rose d'oro (citato in (14)) 3 rose di oro su nastro svolazzante di argento su - albero di pino al naturale accostato da - 2 leoni controrampanti di oro il tutto posto su - torre esagonale di argento su ristretto al naturale su azzurro (citato in LEOM) |
|        | Lorenzini (Fiesole) D'oro, alla sbarra scaccata di due file d'argento e di rosso, accostata da due rami di palma di verde alias D'oro, alla sbarra scaccata di due file d'argento e di rosso, accostata da due rami di lauro di verde (citato in (14)) |
|        | Lorenzini (Firenze) D'oro, a quattro rami di lauro di verde, fruttati di rosso, due decussati in capo e due in punta (citato in (14)) |
|        | Lorenzini (Toscana) (DE) In Gold 1 rotbebandeter grüner Lorbeerkranz und 2 durch 1 rotes Band verbundene grüne Lorbeerzweige pfahlweise (citato in (24)) |
|        | Lorenzini (Firenze) Di rosso, alla graticola di San Lorenzo d'oro posta in palo, cimata da due rami di palma divergenti di verde (citato in (14)) |
|        | Lorenzini (Firenze) sbarra scaccata di rosso e di argento (2file) accompagnata da - 2 foglie di acanto di verde in sbarra poste in banda su oro (citato in LEOM) |
|        | Lorenzini (Bologna) fuoco (fiamma) di rosso uscente dalla punta su azzurro - cometa di oro ondeggiante in palo in alto accompagnata da 2 stelle (5 raggi) dello stesso tutto su azzurro (citato in LEOM) |
|        | Lorenzo (Napoletano) (la blasonatura non è stata ancora caricata) (citato in (19)) |
|        | Lorenzo o Di Lorenzo (Sicilia) Titolo: barone di Milocca, S. Lorenzo, Sammarco, Renda, Granieri, Ciurca, Canali; marchese di Castelluccio d'azzurro, con l'albero di verde nodrito in un terreno al naturale, traversato in banda nel tronco da una spada d'oro, la punta in basso, sinistrato da una stella radiosa d'argento, e sormontato da una divisa d'oro caricata da una crocetta scorciata di rosso (citato in (20)) Corona di marchese Notizie storiche in Famiglie nobili di Sicilia. |
|        | Lorenzone (Torino) Fasciato di nero e d'oro, alla banda di rosso, attraversante (citato in (16)) |
|        | Lorenzoni (Lendinara) leone rampante di oro tenente un ramoscello di olivo al naturale in destra sormontato da - stella (6 raggi) di oro tutto su azzurro (citato in LEOM) |
|        | Loreta (Bologna) leone rampante di oro tenente una mazza dello stesso tra le anteriori su azzurro - partito di rosso e di oro - aquila di nero su oro in capo (citato in LEOM) |
|        | conti di Loreto (Abruzzo) Bandato d'oro e di rosso (citato in DAlena) |
|        | Loria (Mantova) (la blasonatura non è stata ancora caricata) (citato in DAlena) |
|        | Loria o Lauria (Sicilia) d'oro, con quattro fasce di verde (citato in Mango e in (20)) Notizie storiche in Famiglie nobili di Sicilia. |
|        | Lorini (Firenze) D'azzurro, a quattro rami di lauro d'oro, nodriti sulle cime di un monte di sei cime dello stesso alias D'azzurro, a quattro rami di lauro d'oro, nodriti sulle cime di un monte di sei cime dello stesso; con il capo d'Angiò (citato in (14) e in DAlena) |
|        | Lorini (Toscana) (DE) 1 schwebender Sechsberg, beidseitig schräg und schräglinks besteckt mit je 2 natürlichen Rosen (citato in (24)) |
|        | Lorini del Lion Rosso (Firenze) D'azzurro, a quattro rami di verde nodriti sulle cime di un monte di sei cime d'oro; e al capo cucito d'Angiò alias D'azzurro, a quattro gigli di giardino di verde nodriti sulle cime di un monte di sei cime d'oro; e al capo cucito d'Angiò (citato in (14)) |

### Los
| Stemma | Casato e blasonatura |
| ------ | --- |
|        | Losa o Lausa o Losei o De Lause (Avignone, Avigliana) Titolo: conti di Crissolo, Prarolo; consignori di Faliçon, Solbrito D'azzurro, a tre pesci aloses (cheppie) d'argento, uno sull'altro, con il capo di rosso, cucito, carico di tre stelle d'oro, ordinate in fascia alias Inquartato, di Losa e di Calusio Motto: Humilitate vincitur - Vanitas vanitatum et omnia vanitas (citato in (16)) |
|        | Lo Schiavo o Loschiavo (Radicena. Roma) Spaccato nel 1° d'oro, allo schiavo al naturale con perizoma di oro posto in maestà tenente in destra una lancia accompagnato a sinistra da - una luna di rosso - leone rampante al naturale contro un albero cipresso di verde nodrito su un ristretto dello stesso uscente dalla troncatura accompagnato a sinistra da - 3 palle di rosso poste 1,2 tutto su oro; nel 2° partito: (a) scaccato d'azzurro e d'oro; (b) bandato d'oro e di rosso.” (citato in (4)) schiavo al naturale con perizoma di oro posto in maestà tenente in destra una lancia accompagnato a sinistra da - una luna di rosso - leone rampante al naturale contro un albero cipresso di verde nodrito su un ristretto dello stesso uscente dalla troncatura accompagnato a sinistra da - 3 palle di rosso poste 1,2 tutto su oro - scaccato di azzurro e di oro - bandato di oro e di rosso (citato in LEOM) |
|        | Losi (Pistoia) Troncato d'azzurro e d'oro, al monte di sei cime del secondo nel primo, sostenuto dalla fascia di rosso, passata sulla troncatura (citato in (14)) |
|        | Lossetti e Lossetti-Mandelli o Blardoni (Vogogna, Milano) Titolo: signori di Briga Novarese Troncato semipartito, al 1° d'oro, all'aquila di nero, linguata di rosso, al 2° d'azzurro, a due ossa umane, decussate, accantonate da quattro stelle, il tutto d'oro, al 3° di rosso, a tre leopardi, uno sull'altro (citato in (16)) aquila di nero su oro - 2 ossa incrociate di argento accantonate da - 4 stelle (5 raggi) di oro su azzurro - 3 leopardi un sull'altro di oro su rosso (citato in LEOM) |
|        | Lossetti Mandelli (Milano) mantello di viola foderato di rosso su rosso - mano di aquila di nero cimata dalla testa di un serpente di argento su rosso - aquila rivolta di nero coronata di oro su oro - 2 ossa di oro incrociate accantonate da 4 stelle (6 raggi) di oro su azzurro (citato in LEOM) |
|        | Lostan (Aosta) Titolo: baroni di Brissogne; consignori di Avise, Servoz Inquartato, al 1° e 4° di rosso, alla croce d'oro, trifogliata; al 2° e 3° bandato d'argento e di nero Motto: À jamais à jamais à jamais (citato in (16)) |
|        | Losti (Pistoia) D'azzurro, al bue d'oro fermo sulla campagna di rosso (citato in (14)) |
|        | Losti (Prato) D'azzurro, alla banda di rosso caricata di tre stelle a otto punte d'oro, e accompagnata da due rose d'argento, 1.1 (citato in (14)) |
|        | Lostia (Cagliari, Roma, Torino, Livorno, Novara) Spaccato: nel 1° d'azzurro al sole d'oro; nel 2° d'argento alla porta di rosso, chiusa sole raggiante di oro su azzurro - porta chiusa di rosso su argento (citato in LEOM) |

### Lot
| Stemma | Casato e blasonatura |
| ------ | --- |
|        | Loteta (Messina) Titolo: marchesi d'azzurro al monte di rosso di tre vette, sostenente un'aquila al naturale, il terzo con una mano al naturale sostenente una fiaccola accesa (citato in (17)) d'azzurro al monte di rosso di tre vette; quella di mezzo sostenente un'aquila al naturale, rivoltata e sorante, quella di sinistra una mano di carnagione tenente una fiaccola al naturale, accesa e fumante (citato in (20)) 3 monti al naturale di rosso uscenti dalla punta il secondo cimato da - aquila sorante rivolta - il terzo da una mano di carnagione posta in palo tenente una fiaccola accesa e fumante tutto al naturale su azzurro (citato in LEOM) Notizie storiche in Famiglie nobili di Sicilia. |
|        | Lotrecchi Carrara (Fano, Milano) sbarra di oro alzata su tagliato di azzurro e di rosso - stella (6 raggi) di argento su azzurro - grifo al naturale rampante rivolto tenente nella zampa destra un giglio di oro su rosso - scheletro di carro a 4 ruote posto in palo timone in alto di rosso su argento (citato in LEOM) |
|        | Lotteringhi (Firenze) Di..., al delfino guizzante in palo di..., sormontato da cinque gigli di..., ordinati tra i sei pendenti di un lambello di... (citato in (14)) |
|        | Lotteringhi (Pistoia) Partito d'oro e di verde (citato in (14)) |
|        | Lotteringhi (Siena) D'azzurro, al leone d'argento, coronato dello stesso alias D'azzurro, al leone d'argento, coronato d'oro (citato in (14)) |
|        | Lotteringhi Della Stufa (Firenze) due leopardi illeoniti di oro tenenti con una zampa una croce latina di rosso su argento 2 leopardi illeoniti di oro tenenti con una zampa una croce latina di rosso su argento (citato in LEOM) |
|        | Lotteringhi Della Stufa (Toscana) (DE) Unter 1 blauen Schildhaupt, darin 1 vierlätziger roter Turnierkragen mit je 1 goldenen Lilie zwischen den Lätzen (Capo d'Angiò), in Silber 2 einwärtsgekehrte rotgezungte goldene Löwen, dazwischen 1 rotes Kreuz haltend (citato in (24)) |
|        | Lotti (Firenze) D'oro, al toro furioso di rosso, ascendente un monte di sei cime di verde, e accompagnato da due rose dello stesso, poste nei due cantoni del capo (citato in (14)) |
|        | Lotti (Firenze, Prato) D'argento, a tre fasce di nero (citato in (14)) (DE) In Silber 3 schwarze Balken (citato in (24)) alias D'argento, a tre fasce di nero, accompagnate in capo da un lambello a quattro pendenti di... (citato in (14)) |
|        | Lotti (Firenze) D'azzurro, a due spade alte decussate d'argento, accantonate da quattro rose di rosso alias D'azzurro, a due scimitarre decussate d'argento, accantonate da quattro rose di rosso (citato in (14)) |
|        | Lotti (Pistoia) D'azzurro, al monte di dieci cime d'oro, sostenuto dalla campagna di verde e accompagnato nei due cantoni del capo da una stella a otto punte d'oro a destra e da un crescente volto d'argento a sinistra (citato in (14)) |
|        | Lotti (Siena) Di..., alla testa e collo di cervo di... (citato in (14)) |
|        | Lotti (Messina) Titolo: conti d'Oppido d'azzurro alla fascia e ad una aquila d'oro, in punta da tre stelle divise da due bande il tutto d'oro (citato in (17)) |
|        | Lotti o Lotti di Via Larga (Toscana) (DE) 5mal blau-silber gespalten und überdeckt von 1 erniedrigten roten Schrägbalken (citato in (24)) |
|        | Lotti o Lotti di Via Larga Speziali (Toscana) (DE) In Silber 3 blaue Pfähle, überdeckt von 1 mit 1 schräglinksgelegten silbernen Rechteck belegten erniedrigten roten Schräglinksbalken (citato in (24)) |
|        | Lotti (Toscana) (DE) In Blau 3 fächerförmig gestellte goldgegriffte silberne Schwerter, 1 roten Kelch mit Hänkeln oben besetzend (citato in (24)) |
|        | Lotti (Napoli) fascia di oro su azzurro - aquila ali abbassate (volo) coronata di oro su azzurro in alto - 2 bande di oro alternate a - 3 stelle (5 raggi) di oro poste in fascia in basso su azzurro (citato in LEOM) |
|        | Lottieri (Firenze) Di..., alla banda di..., caricata di tre gigli di..., posti nel senso della pezza, e accompagnata da due stelle a otto punte di..., 1.1 (citato in (14)) |
|        | Lottieri (Firenze) D'oro, alla croce gigliata d'azzurro (citato in (14)) |
|        | Lottieri d'Aquino (Napoli) Titolo: nobili dei principi di Pietrastornina, patrizio napoletano d'oro alla croce trifogliata (citato in (17)) croce trifogliata di azzurro su oro (citato in LEOM) |
|        | Lottinger (Firenze) D'azzurro, all'aquila bicipite dal volo levato di nero, rostrata e membrata d'oro, sostenuta da un monte di tre cime d'argento (citato in (14)) |
|        | Lottini (Firenze) D'azzurro, al leone d'oro, tenente con le branche anteriori un ramoscello al naturale (citato in (14)) (DE) In Blau 1 goldener Löwe, mit beiden Pranken 1 vierarmigen grünen Pflanzenstengel haltend (citato in (24)) |
|        | Lottini (Firenze) D'argento, alla gemella in fascia abbassata di nero, sostenente un uccello posato dello stesso, accompagnato nel cantone destro del capo da un anelletto d'oro (citato in (14)) |
|        | Lottini (Pistoia) Palato di sei pezzi: il 1º, 3º e 5º d'oro, il 2º e 6º d'azzurro, il 4º di rosso; con il capo d'argento caricato di tre palle d'azzurro, 1.2 (citato in (14)) |
|        | Lottorenghi (Siena) (la blasonatura non è stata ancora caricata) (citato in BNDD) Immagine ne L'araldica sarteanese nei secoli. |

### Lou
| Stemma | Casato e blasonatura |
| ------ | --- |
|        | Lousada (San Miniato, Inghilterra) Di rosso, a tre colombe volanti e riguardanti d'argento, membrate, imbeccate e alate d'oro, 2.1 (citato in (14)) 3 colombe (uccelli) di argento testa rivolta e ali di oro poste 2,1 su rosso (citato in LEOM) |

### Lov
| Stemma | Casato e blasonatura |
| ------ | --- |
|        | Lovaria (Udine) lupo passante al naturale su terrazzo di verde con la testa rivolta tenente con la bocca un agnello al naturale su azzurro (citato in LEOM) |
|        | Lovatelli (Ravenna) d'oro, alla banda partita di rosso e d'azzurro sormontata da un colombo posato d'argento membrato e imbeccato di rosso (citato in (2) - pag. 68, in (10) - pag. 106 (d'oro, alla banda trinciata di rosso e d'azzurro, sostenente una colomba d'argento, membrata e imbeccata di rosso) e in DAlena) |
|        | Lovatelli (Ravenna, Roma) banda trinciata di rosso e di azzurro sostenente - colomba di argento su oro (citato in LEOM) |
|        | Lovatelli (Cesena) (la blasonatura non è stata ancora caricata) (citato in BLCW) Immagine in Blasone Cesenate. |
|        | Lovatelli dal Corno (Ravenna, Roma) corno da caccia di argento imboccato e guernito di oro e legato di rosso verso l'alto su azzurro - 3 stelle (5 raggi) di oro poste 1,2 la superiore al centro dello scudo su azzurro (citato in LEOM) |
|        | Lovera (Cuneo) Titolo: marchese di Maria; conte di Carraz, Piatto, Castiglione Falletto; barone dell'Impero francese; consignore di Castiglione Falletto, Vignolo; nobile Troncato d'argento e di rosso, al lupo al naturale (citato in (16) e in (23)) alias Troncato d'argento e di rosso, al lupo d'azzurro, linguato di rosso, rampante (citato in (16) e in (23)) alias Troncato d'azzurro e d'argento, al lupo dell'uno nell'altro, armato di nero (citato in (16) e in (23)) alias spaccato d'argento e di roso, e sopra il tutto un lupo d'azzurro, ed ai lati della punta di detto scudo vi sono cespugli di piante e fiori (citato in (23)) alias Troncato d'argento e di rosso, al lupo d'azzurro, linguato di rosso, rampante, alla bordura d'azzurro (citato in (16)) alias Partito di Lovera e di Maistre di Castelgrana (citato in (16)) alias inquartato: nel 1º troncato d'argento e di rosso, al lupo rampante dell'uno nell'altro; nel 2º dei baroni maires (di rosso al muro d'argento merlato); nel 3º partito di rosso e d'argento al capo d'oro, carico di un grifone di nero, linguato di rosso; nel 4º troncato di verde e di rosso, alla fascia d'oro nella partizione (arma napoleonica) (citato in (23)) Cimiero: un lupo al naturale, linguato di rosso, armato di spada, nascente tra due mezzi voli d'argento e di rosso / un lupo al naturale, alato di rosso e d'argento, linguato di rosso, armato di spada, nascente tra due mezzi voli d'argento e di rosso /un lupo al naturale, linguato di rosso, armato di spada dall'elsa d'oro, posta in palo, nascente tra due mezzi voli d'argento e di rosso Motto: Loyal au rien - Valet ipsa fides - Valet ipsa virtus - Intrepidus incedo |
|        | Lovera di Maria (Torino) lupo rampante di azzurro su troncato di argento e di rosso - bordura di azzurro (citato in LEOM) |
|        | Lovera di Maria (Torino) lupo rampante di azzurro su troncato di argento e di rosso (citato in LEOM) |
|        | Lovera-Bottero (Cuneo) Titolo: conte di Utelle Inquartato, d'azzurro e scaccato d'oro e di rosso, con la banda d'argento, in divisa, attraversante (citato in (16)) Motto: Et in arduis |

### Loy
| Stemma | Casato e blasonatura |
| ------ | --- |
|        | Loy Puddu (Svizzera) D'azzurro alla banda divisa d'argento nel cantone sinistro e libro aperto nel cantone destro, tutto d'argento (citato in DAlena) |

### Loz
| Stemma | Casato e blasonatura |
| ------ | --- |
|        | Lozzi (Pistoia) D'oro, alla fascia d'azzurro, accompagnata in capo da tre gigli dello stesso e in punta da un rincontro di bue di rosso, sormontato da una lettera maiuscola T di nero (citato in (14)) |

### Lub
| Stemma | Casato e blasonatura |
| ------ | --- |
|        | Lubatti (Carrù, Torino) Titolo: nobili Di rosso, al lupo rapace, fissante una stella posta nel cantone destro del capo, il tutto d'oro (citato in (16)) lupo rampante di oro mirante - stella (5 raggi) dello stesso posta nel canton sinistro del capo tutto su rosso (citato in LEOM) Motto: In virtute potestas |
|        | Lubelli (Lecce) Titolo: nobili d'azzurro a tre bande d'oro accompagnate al capo da tre gigli dello stesso (citato in (17)) |
|        | Lubelli (Lecce) 3 bande abbassate di oro su azzurro accompagnate da - 3 gigli di oro in banda nel senso della banda su azzurro (citato in LEOM) |
|        | Lubicz Orolwski (Podolia) ferro di cavallo accompagnato da - 2 crocette patenti poste in palo una in capo e una in cuore tutto di argento su azzurro (citato in LEOM) |
|        | Lubonis (Nizzardo) D'azzurro, alla banda d'oro, accostata da due stelle, dello stesso (citato in (16)) |

### Luc
| Stemma | Casato e blasonatura |
| ------ | --- |
|        | Luca (Cosenza) D'azzurro al castello d'oro aperto e finestrato del campo e cimato da un'aquila d'argento coronata d'oro (citato in DAlena e in BLCL) |
|        | Luca (Viverone) Titolo: consignori di Castelletto Merli D'azzurro, a tre fasce dentate, d'argento, sormontate da un leone illeopardito, d'oro (citato in (16)) |
|        | Luca o Luca del Maestro (Toscana) (DE) In gold-rot geteiltem Feld 3 2:1 gestellte Scheiben in verwechselten Tinkturen (citato in (24)) |
|        | Lucadelli (Castelfranco Veneto) d'azzurro, alla civetta d'argento rivolta, posata sopra un monte di tre cime di verde, accompagnata da tre stelle d'oro (citato in (2) - pag. 145 e in DAlena) |
|        | Lucalberti (Firenze) D'azzurro, al volo abbassato d'oro (citato in (14)) |
|        | Lucaldesi (Toscana) (DE) In Blau 3 golden bordierte und mit je 1 achtstrahligen goldenen Stern belegte schwarze Scheiben, 2:1 gestellt (citato in (24)) |
|        | Lucangeli (Porto Recanati) fascia di argento su troncato di azzurro e di verde - stella (6 raggi) di oro in alto su azzurro - 3 anelli intrecciati posti 2,1 di oro in basso su verde (citato in LEOM) |
|        | Lucano (Cesena) (la blasonatura non è stata ancora caricata) (citato in BLCW) Immagine in Blasone Cesenate. |
|        | Lucardesi (Toscana) (la blasonatura non è stata ancora caricata) (immagine in Stemmario Reale di Baviera, Lucardesi p.87. e nella muratura del castello (archiviato dall'url originale l'8 gennaio 2010). di Lucardo (Toscana) |
|        | Lucarelli (Aversa, Napoli) Titolo: patrizio d'Aversa d'azzurro alla fenice uscente dall'immortalità sopra un globo al naturale fissante un sole d'oro (citato in (17)) fenice al naturale sulla sua immortalità di rosso posta su mezzo globo terrestre al naturale uscente dalla punta su azzurro - sole raggiante di oro posto nel canton sinistro del capo su azzurro (citato in LEOM) |
|        | Lucarini (Siena) Troncato di rosso e d'azzurro, alla fascia attraversante d'oro sostenente un uccello posato al naturale alias Inquartato: nel 1º e 4º di rosso, alla fascia d'oro e al leone d'argento nascente dalla fascia, accollato da un lambello a quattro pendenti d'azzurro; nel 2º e 3º troncato di rosso e d'azzurro, alla fascia attraversante d'oro sostenente un uccello posato al naturale (citato in (14)) |
|        | Lucarini (Trevi) (la blasonatura non è stata ancora caricata) Notizie storiche nel sito della Associazione Pro Trevi. |
|        | Lucarini Manni (Firenze, Pistoia) d'azzurro al destrocherio aperto vestito di rosso guarnito d'argento indicante due stelle d'oro a otto punte poste nel capo (citato in (4) e in (13) - pag. 328) |
|        | Lucatelli (Firenze) D'azzurro, al monte di tre cime d'oro, sormontato da tre stelle a otto punte dello stesso, 1.2 (citato in (14)) |
|        | Lucatti (Siena) troncato d'azzurro e di rosso al cigno bianco al naturale nel primo; al giglio d'oro nel secondo (citato in (2) - pag. 79) |
|        | Lucattini (Firenze) D'azzurro, alla fascia di rosso, sormontata da un crescente montante d'argento, posto in mezzo a tre palle d'oro, 1.2 alias D'azzurro, alla fascia d'oro, sormontata da un crescente montante d'argento, posto in mezzo a tre palle d'oro, 1.2 (citato in (14)) |
|        | Luccetti (Pietrasanta, Pisa) Di verde, a tre pesci natanti l'uno sull'altro d'argento; e al capo d'azzurro, sostenuto da una divisa di rosso, caricato di tre stelle a otto punte d'oro (citato in (14)) |
|        | Lucchesi Titolo: Nobili di Sarsina (la blasonatura non è stata ancora caricata) (citato in DAlena) |
|        | Lucchese Palli o Lucchesi Palli (Palermo, Napoli, Venezia, Roma) Titolo: nobile dei principi di Campofranco; nobile dei duchi della Grazia; signore di Cefaliana; barone di Magazolo, Perrana, Bertolino, Martogna, Bellapietra, Salinella, Giardinello, Cianciana, Gresta della Delia, S. Fratello, Burgio, Mancino, Castelnoprmando; conte; conte di Calatarosato; marchese di Portopalo; duca; duca della Grazia; principe di Campofranco di rosso, a tre palle d'oro poste 2,1 di rosso a tre palle d'oro. Lo scudo accollato all'aquila bicipite di nero, membrata e imbeccata d'oro, linguata di rosso (citato in Mango e in (20)) 3 palle di oro poste 2,1 su rosso (citato in LEOM) alias spaccato, al 1° di rosso a tre bisanti di oro; al 2° d'azzurro al leone tenente una stella di 8 raggi, il tutto d'oro (ramo secondogenito) (citato in (20)) 3 palle di oro poste 2,1 su rosso - leone rampante di oro stella (8 raggi) di oro tra le anteriori su azzurro (citato in LEOM) Corona di principe Notizie storiche in Famiglie nobili di Sicilia. Ulteriori notizie storiche in Famiglie nobili di Sicilia. |
|        | Lucchesi Palli (Palermo, Venezia, Napoli, Roma) 3 palle di oro poste 2,1 su rosso - leone rampante di oro sormontato da - stella (8 raggi) di argento su azzurro (citato in LEOM) |
|        | Lucchesini (Lucca) Troncato d'argento e d'azzurro, al leone attraversante di rosso (citato in (14)) |
|        | Lucchesini (Berlino) leone rampante di rosso su troncato di argento e di azzurro (citato in LEOM) |
|        | Lucchetti (Parma) porta ferrata e chiusa con lucchetto di ferro su terrazzo tutto al naturale su azzurro - 3 stelle (5 raggi) di argento poste in fascia in alto su azzurro (citato in LEOM) |
|        | Lucchetti o Lucchetta (Odolo) di rosso a due lance decussate al naturale, con quattro stelle d'argento a sei punte (citato in Piovanelli) |
|        | Lucci (Cortona) d'azzurro, alla fascia d'oro caricata di tre rose d'argento, accompagnata da due pesci natanti al naturale (citato in (9)) D'azzurro, alla fascia d'oro caricata di tre rose d'argento, accompagnata da due pesci natanti al naturale, 1.1 (citato in (14)) |
|        | Lucci (Toscana) di rosso, al luccio d'argento pinnato d'oro sul lago al naturale (citato in (2) - pag. 22 e in DAlena) |
|        | Lucci (Toscana) d'azzurro, a 3 lucci in fascia l'uno sull'altro squamati d'argento (citato in (2) - pag. 347 e in DAlena) |
|        | Lucci (Firenze) Di..., al pesce natante di... (citato in (14)) |
|        | Lucconi (Ravenna) d'azzurro, alla fascia scaccata d'argento e di nero a due file sormontata da un'oca d'argento e tre chiodi del medesimo di passione posti in ventaglio nella punta dello scudo (citato in (2) - pag. 379, in (10) - pag. 144 e in DAlena) |
|        | Luce (Messina) d'oro, al leone d'azzurro (citato in Mango) |
|        | Lucelli (Molfetta) d'oro, al leone d'azzurro, armato e lampassato di rosso (citato in ) |
|        | Lucentini (Abruzzo) Spaccato: nel 1° d'argento, all'aquila nascente di nero; nel 2° d'argento alla croce d'azzurro, caricata di cinque crescenti del campo (citato in DAlena) |
|        | Lucheschi (Vittorio Veneto, Venezia) incrocio di palo e banda di argento su azzurro - la losanga formata al centro dell'incrocio di oro - e di oro anche gli interspazi in alto a sinistra e in basso a destra formati tra le due figure lineari (citato in LEOM) |
|        | Luchi o Di Luca o Luci o Di Luca da Colle del Lion d'Oro (Toscana) (DE) In Blau 1 erniedrigter goldener Schrägbalken, beidseitig begleitet von 3 grünen Kleeblättern 2:1 gestellt (citato in (24)) |
|        | Luchi o Lucchi de Windegg (Rens) banda ondata di oro su azzurro - 3 stelle (7 raggi) di oro poste 2 in alto in banda e una in basso a sinistra su azzurro (citato in LEOM) |
|        | Luchi o Lucchi de Windegg (Rens) fascia doppiodentata di oro su azzurro - 3 stelle (6 raggi) di argento su azzurro poste 2,1 (citato in LEOM) |
|        | Luchi de Windegg (Tirolo) d'azzurro alla banda ondata d'oro accompagnata da tre stelle dello stesso a sette raggi poste due sopra ed una sotto (citato in (4) – pag. 231 vol. 8) |
|        | Luchinat o Luchinare ? (Pinerolo, Milano, Roma, Firenze) Titolo: nobili Inquartato, al 2° di rosso, al leone d'oro, rivoltato e con la coda rivolta, al 2° e 3° d'azzurro, al giglio d'oro, al 4° di rosso, alla sbarra d'oro, con la fascia doppiomerlata d'argento sulla partizione (citato in (16)) |
|        | Luchini (Firenze) D'azzurro, al leone sormontato da una stella a otto punte e tenente nelle branche anteriori una palla, il tutto d'oro (citato in (14)) |
|        | Luchini o Luchini del Carro (Toscana) D'azzurro, al leone sormontato da una stella a sei punte d'argento e tenente nelle branche anteriori una palla dello stesso (DE) In Blau 1 goldener Löwe, mit 2 Pranken 1 silberne Scheibe haltend und überhöht von 1 sechsstrahligen silbernen Stern (citato in (24)) |
|        | Luci (Colle di Val d'Elsa, Firenze, Siena) Titoli: Patrizi di Firenze, Patrizi di Siena, Nobili di Colle d'azzurro alla banda d'oro accompagnata da tre foglie di vite verdi 2,1 (citato in (9), e in (5) p. 57 vol. 13) D'azzurro, alla banda d'oro accompagnata da tre foglie (o pampini) di verde, 2.1 (citato in (14)) |
|        | Luci (Colle di Val d'Elsa) Titolo: Nobili di Colle d'azzurro alla banda d'oro accompagnata da tre foglie di vite dello stesso, due in capo, una in punta (citato in (9), e in (5) p. 57 vol. 13) |
|        | Luci (Firenze) d'azzurro, alla fascia d'argento sostenente un compasso aperto dello stesso, e accompagnato da tre stelle a sei (o otto) punte d'oro, 2.1 (citato in (9) e in (14)) |
|        | Luci (Toscana) d'azzurro al covone di grano maturo d'oro legato di rosso, accompagnato da 3 lucciole di nero lampeggianti d'oro (citato in (2) - p. 348 e in DAlena) |
|        | Luci (Perugia) d'azzurro, a uno scaglione d'oro sormontato da un sole dello stesso (citato in (6) p. 22, e in (7) p. 250) |
|        | Luci (Urbino) d'azzurro, all'aquila di nero coronata d'oro, premente cogli artigli un basilisco di verde circondato da fiamme al naturale (citato in (8) – pag. 37 vol. II) |
|        | Lucia (Sicilia) d'oro, al braccio vestito di verde movente dal fianco sinistro dello scudo, impugnante un cereo d'argento, acceso di rosso, posto in banda (citato in Mango) |
|        | Luciani (Comacchio, Ferrara) tronco di albero al naturale su terrazzo di verde su azzurro, traversante braccio destro uscente da destra vestito di rosso afferrante con la mano di carnagione una candela accesa su azzurro, trangla di rosso (citato in (4) - Suppl. II pag. 233) |
|        | Luciani (Comacchio) tronco di albero al naturale su terrazzo di verde su azzurro - traversante braccio destro uscente da destra vestito di rosso afferrante con la mano di carnagione una candela accesa su azzurro - trangla di rosso (citato in LEOM) |
|        | Luciani (Ascoli Piceno, Livorno, Siena) fascia di oro su troncato di azzurro e di argento, monte a 3 cime di verde uscente dalla fascia su azzurro sormontato da cometa posta in sbarra di oro e sbarra di rosso su argento in basso (citato in (4) - Vol. IV pag. 171) fascia di oro su troncato di azzurro e di argento - monte a 3 cime di verde uscente dalla fascia su azzurro sormontato da - cometa posta in sbarra di oro - sbarra di rosso su argento in basso (citato in LEOM) |
|        | Luciani (Carrara, Massa) D'azzurro, al monte di tre cime d'argento, sormontato da un sole d'oro alias Di porpora, al monte di tre cime d'argento, sormontato da un sole d'oro alias Partito: nel 1º d'azzurro, al monte di tre cime d'argento, sormontato da un sole d'oro; nel 2º di porpora, alla spada d'argento guarnita d'oro, posta in palo, accostata in capo da due stelle a sei punte d'argento, e alla fascia dello stesso attraversante alla lama della spada alias Partito: nel 1º di porpora, al monte di tre cime d'argento, sormontato da un sole d'oro; nel 2º di porpora, alla spada d'argento guarnita d'oro, posta in palo, accostata in capo da due stelle a sei punte d'argento, e alla fascia dello stesso attraversante alla lama della spada (citato in (14)) |
|        | Luciani (Pescia) Di..., alla pianta di rosaio di..., nodrita sul terreno di verde e fiorita di tre pezzi di rosso (citato in (14)) |
|        | Luciani (Genova) Luccio (citato in DAlena) |
|        | Luciani Giudici (Carrara, Massa) Titolo: Nobilidi Carrara d'azzurro, al sole d'oro figurato e radiante, accompagnato in punta da un monte all'italiana di tre cime d'argento (citato in (2) - pag. 510 e in DAlena) monte a 3 cime di argento uscente dalla punta sormontato da - sole raggiante di oro tutto su azzurro (citato in LEOM) |
|        | Luciani Passeri (Firenze) Partito: nel 1º d'azzurro, all'aquila dal volo spiegato di nero, sostenuta da un monte di tre cime di verde, e accompagnata nel capo da un sole d'oro nel cantone destro e da un crescente volto dello stesso nel cantone sinistro; nel 2º d'oro, alla fascia di rosso sostenente un orso nascente di nero lampassato di rosso, sormontato dalla croce di Santo Stefano (citato in (14)) |
|        | Luciano (Sicilia) d'oro, con un braccio vestito di verde movente dal fianco sinistro dello scudo, impugnante un cereo d'argento acceso di rosso posto in banda (citato in (20)) Notizie storiche in Famiglie nobili di Sicilia. |
|        | Luciano (Genova) palo di oro su azzurro accompagnato da - 2 rami di verde posti in palo ciascuno fiorito di un quadrifoglio di rosso - croce di rosso su argento in capo (citato in LEOM) |
|        | Lucidi (Tarquinia) d'azzurro a quattro palle di argento poste in croce quella superiore cimata da una crocetta trifogliata di oro, fiamma di rosso uscente dalla punta su argento (citato in (4) - p. 172 IV ed.) 4 palle di argento poste in croce quella superiore cimata da una crocetta trifogliata di oro su azzurro - fiamma di rosso uscente dalla punta su argento (citato in LEOM) |
|        | Lucidi Titolo: Nobili di Corneto (la blasonatura non è stata ancora caricata) (citato in DAlena) |
|        | Lucidi (Montefalco) (la blasonatura non è stata ancora caricata) (citato in Degli Abbati) |
|        | Lucidi Fantozzini Titolo: Nobili di Corneto (la blasonatura non è stata ancora caricata) (citato in DAlena) |
|        | Lucifero (Crotone, Milazzo) Titolo: marchese di Aprigliano troncato d'azzurro e rosso divisa d'argento al capo di due stelle d'oro ad una luna crescente d'argento (citato in (17)) fascia in divisa di argento su troncato di azzurro e di rosso - 2 stelle (6 raggi) di oro poste in fascia su azzurro - luna di argento su rosso (citato in LEOM) |
|        | Lucifero (Napoletano) (la blasonatura non è stata ancora caricata) (troncato d'azzurro, a due stelle (8) d'oro ordinate in fascia, e di rosso, al crescente montante d'argento; alla fascia in divisa dello stesso attraversante sulla partizione) (citato in SPRE) |
|        | Lucifero (Crotone, Messina, Milazzo) d'azzurro, alla fascia d'oro, accompagnata nel capo da due stelle dello stesso; ed in punta da un crescente montante d'argento (citato in Mango) |
|        | Lucifero (Messina, Milazzo) Titolo: barone di Zinga, Belvedere, Malapezza, Armerò, S. Nicolò; marchese di Aprignanello d'azzurro, con una fascia accompagnata nel capo da due stelle, ed in punta da una luna montante, il tutto d'argento (citato in NBSC) Corona di barone Notizie storiche in Famiglie nobili di Sicilia. |
|        | Lucina Terragnoli (Benevento) talpa al naturale passante su terrazzo di verde mirante - sole raggiante di oro posto nel canton sinistro del capo tutto su azzurro (citato in LEOM) |
|        | Lucini (Milano) d'azzurro a tre lucci d'argento natanti l'uno sull'altro col capo d'Impero (citato in (4) – pag. 173 vol. 4 e in DAlena) 3 pesci lucci di argento posti in fascia un sull'altro su azzurro - capo d'Impero (citato in LEOM) |
|        | Lucini (Milano) d'azzurro a tre pesci lucci di argento posti in fascia un sull'altro, col capo d'Impero - un leone rampante di argento su rosso (citato in (4) – pag. 173 vol. 4) 3 pesci lucci di argento posti in fascia un sull'altro su azzurro - capo d'Impero - leone rampante di argento su rosso (citato in LEOM) |
|        | Lucio (Napoletano) (la blasonatura non è stata ancora caricata) (troncato di rosso, alla corona fioronata d'oro, e d'oro, al giglio di rosso) (citato in (19)) |
|        | Lucioli (Chiusi, Roma) troncato: nel 1° d'azzurro al sole d oro; nel 2° d'argento al leone al naturale. (citato in (4) – pag. 174 vol. 4, in (5) - p. 57 vol. 16, pt. 4) |
|        | Lucioli (Legnano) spaccato d'azzurro e di acqua al naturale; il 1° a tre stelle di rosso; il 2° a due pesci accostati in sbarra d'azzurro (citato in (5) - p. 57 vol. 16, pt. 4) |
|        | Lucioli Ottieri della Ciaja (Chiusi, Roma) sole raggiante di oro sull'azzurro del troncato di azzurro e di argento - leone rampante al naturale su argento (citato in LEOM) |
|        | Lucolesi (Firenze) D'oro, a tre alberi (pini) sradicati al naturale, ordinati l'uno accanto all'altro, quello del centro più alto (citato in (14)) |

### Lud
| Stemma | Casato e blasonatura |
| ------ | --- |
|        | Luda (Carmagnola) Titolo: conti di Cortemiglia D'oro, al castello di tre torri, di rosso, con il capo del secondo, carico di un leone del primo, illeopardito alias Troncato, al 1° d'argento, al leone illeopardito al naturale, tenente con la branca destra una rosa, di rosso, al 2° d'oro, a tre rose di rosso, ordinate in fascia (arma antica) (citato in (16)) |
|        | Luda (Torino) castello a 3 torri la centrale più alta di rosso uscente dalla punta su oro - leopardo di oro su rosso in capo (citato in LEOM) |
|        | Ludighieri (Firenze) Troncato: nel 1º d'oro, al leopardo di rosso; nel 2º palato di sei pezzi di rosso e d'oro (citato in (14)) |
|        | Ludolf (Napoli) banda di oro accompagnata da - 2 trifogli di verde posti in sbarra su rosso (citato in LEOM) |
|        | Ludovicis Bandato di verde e d'argento, con il capo d'oro, carico di una rosa, di rosso, fogliata di verde (citato in (16)) |
|        | Ludovisi o Lodovisi (Bologna) di rosso, a 3 bande di oro ritirate in capo (citato in (2) - pag. 466, in (4) - Vol. II pag. 119 e 120, in (10) - pag. 154 e in (11) - pag. 461) |
|        | Ludovisi Boncompagni (Roma) (la blasonatura non è stata ancora caricata) (Immagine nell' Boncompagni.pdf#view=fit&navpanes=1 Archivio Storico Capitolino.) |

### Lug
| Stemma | Casato e blasonatura |
| ------ | --- |
|        | Lugarelli Bosco (Benevento) (la blasonatura non è stata ancora caricata) (Immagine nella Raccolta stemmi Trippini (JPG).)                                                                                             |
|        | Lugaresi (Pesaro) fascia di oro su azzurro - luna montante di argento - tra le sue corna stella (6 raggi) di oro su azzurro in alto - mare di verde ondato di argento uscente dalla punta su azzurro (citato in LEOM) |
|        | Lugaresi (Cesena) (la blasonatura non è stata ancora caricata) (citato in BLCW) Immagine in Blasone Cesenate. |
|        | Lugati (Asolo) (la blasonatura non è stata ancora caricata) (citato in DAlena) |
|        | Lughi o De Lugo (Cesena) (la blasonatura non è stata ancora caricata) (citato in BLCW) Immagine in Blasone Cesenate.                                                                                                  |
|        | Lugo (Bassano del Grappa) croce latina di nero uscente dalla partizione tra 2 cespugli di giunco al naturale su argento - 3 stelle (6 raggi) di oro poste 2,1 su azzurro (citato in LEOM)                             |

### Lui
| Stemma | Casato e blasonatura |
| ------ | --- |
|        | Luigi (Livorno) D'azzurro, alla torre al naturale, talvolta fondata sulla campagna di verde e aperta del campo, sostenente un uccello sorante al naturale addestrato da una stella a sei punte d'oro; il tutto accompagnato in capo da tre gigli dello stesso, 1.2 (citato in (14)) |
|        | Luini (Milano) aquila di nero coronata di oro su oro - castello di argento a 2 torri a sinistra e cigno al naturale a destra tutto su azzurro (citato in LEOM) |
|        | Luisetti (Val di Susa) Trinciato d'azzurro e di rosso, alla banda, accompagnata da due stelle, il tutto d'oro Motto: Meliora sperantes (citato in (16)) |

### Luj
| Stemma | Casato e blasonatura                                                                                                |
| ------ | --- |
|        | Luja (Colle) Fasciato ondato di... e di..., al lambello a tre pendenti di... attraversante in capo (citato in (14)) |

### Lul
| Stemma | Casato e blasonatura |
| ------ | --- |
|        | Lulli (Firenze) D'azzurro, al leone d'argento, e alla banda attraversante di rosso caricata di un corno da caccia d'argento, guarnito e legato d'oro (citato in (14)) |

### Lum
| Stemma | Casato e blasonatura |
| ------ | --- |
|        | Lumachi (Firenze) d'argento alla fascia d'azzurro, caricata di una lumaca del campo (citato in (2) - p. 348) |
|        | Lumachi (Firenze) D'azzurro, alla fascia d'oro sostenente un candeliere d'argento acceso di rosso, e accompagnata in punta da un ramo di rosaio di verde, fiorito di un pezzo di rosso (citato in (14)) |
|        | Lumachi (Firenze) D'argento alla fascia d'azzurro, caricata di una lumaca del campo (citato in DAlena) |
|        | Lumaga (Chiavenna) di rosso, a 3 lumache d'argento l'una sull'altra (citato in (2) - pag. 348 e in DAlena) |
|        | Lumbroso (Livorno, Roma, Tunisi) Troncato di verde e di rosso, al cavallo inalberato attraversante d'argento e alla fascia dello stesso passata sulla troncatura e attraversante sul tutto, caricata di una stella a sei punte di rosso a destra e di un crescente rivolto dello stesso a sinistra (citato in (14)) stella (6 raggi) a sinistra e luna capovolta a destra di rosso su fascia di argento su - cavallo dello stesso imbrigliato di azzurro rampante su troncato di verde e di rosso (citato in LEOM) (Immagine nella Raccolta stemmi Trippini (JPG).) |
|        | Lumia o La Lomia o La Lumia (Sicilia) di verde, a cinque frutti lomie al naturale 2. 2. 1 (citato in Mango) |

### Lun
| Stemma | Casato e blasonatura |
| ------ | --- |
|        | Luna (Sicilia) Titolo: conte di Caltabellotta, Sclafani; duca di Bivona troncato: nel 1° d'argento, alla mezza luna rovesciata, scaccata d'argento e di nero di due fila; nel 2° scaccato del primo e del secondo di quattro fila (citato in Mango) diviso, nel 1° d'argento, con una mezza luna riversata di due file a scacchi d'argento e di nero; nel 2° scaccheggiato del primo e del secondo di quattro file (citato in (20)) Corona di duca Notizie storiche in Famiglie nobili di Sicilia. |
|        | Lunadori (Siena) D'azzurro, al crescente montante d'oro posto in mezzo a tre stelle a sei punte dello stesso, 2.1; con il capo dell'Impero (citato in (14)) |
|        | Lunardi (Ravenna) d'argento a due fasce di rosso caricate di due crescenti montanti d'argento (citato in (2) - pag. 350, in (10) - pag. 106 e in DAlena) |
|        | Lunardi (Firenze) Di rosso, a due fasce d'argento, ciascuna sormontata da un crescente montante dello stesso (citato in (14)) |
|        | Lunardi (Pisa) D'azzurro, al cervo slanciato al naturale, e alla sbarra diminuita attraversante d'oro, caricata di tre rami di rosaio, fioriti, gambuti e fogliati al naturale, e posti nel senso della pezza (citato in (14)) |
|        | Lunata (Piemonte) Serpente (citato in DAlena) |
|        | Lunati (Bergamo) d'azzurro alla banda d'argento accostata da 2 crescenti dello stesso, il primo rovesciato (citato in (2) - pag. 350 e pag. 398 ed. II e in DAlena) |
|        | Lunelli (Pistoia, Firenze) D'azzurro, alla clava posta in palo di verde, accostata da due crescenti montanti d'argento (citato in (14)) |
|        | Lunelli o Lunel (Cherasco, Asti) Titolo: signori di Cervignasco; consignori di Cortemiglia D'azzurro, a tre mezzelune d'argento, crescenti, con il capo d'oro, carico di un'aquila coronata, di nero alias D'azzurro, a tre mezzelune d'oro, crescenti Motto: Sub te rueor - Sub te rudera - Sub te tutior (citato in (16)) |
|        | Lunensi (Viterbo) (la blasonatura non è stata ancora caricata) |
|        | Lunensi (Viterbo) (la blasonatura non è stata ancora caricata) (immagine dello Stemmario reale di Baviera.) |
|        | Lunetti (Bergamo) d'argento al crescente montante accompagnato da 3 stelle, 2 in capo e 1 in punta, il tutto d'argento (citato in (2) - p. 398 ed. II e in DAlena) |

### Lup
| Stemma | Casato e blasonatura |
| ------ | --- |
|        | Lupacchi (Pistoia) D'oro, al lupo rapace di nero, accostato da sei rose di rosso, ordinate tre per lato; con il capo d'Angiò (citato in (14)) |
|        | Lupardi (Colle) D'azzurro, alla sbarra d'oro e al lupo rapace attraversante dello stesso alias Di..., al grifone di..., coronato di... (citato in (14)) |
|        | Lupardo (Pisa) Leopardo (citato in DAlena) |
|        | Luparello o Luparelli (Sicilia) d'oro, al lupo di nero (citato in Mango) D'oro, con un lupo passante di nero (citato in (20)) Notizie storiche in Famiglie nobili di Sicilia. |
|        | Luparini (Roma) lupo rampante di nero su oro (citato in LEOM) |
|        | Lupati o Lupi (Padova, Torino) lupo rampante al naturale su oro (citato in LEOM) |
|        | Luperelli o Luperelli della Terza (Colle, Firenze) D'azzurro, alla testa e collo di lupo d'oro, lampassato di rosso e guinzagliato d'argento, il tutto abbassato sotto il capo cucito d'Angiò (citato in (14)) alias D'azzurro, alla testa e collo di lupo, lampassato di rosso, attraversato al collo da una catena in banda d'argento; il tutto abbassato sotto il capo cucito d'Angiò (citato in (14)) alias (DE) In Blau 1 linksgewendeter silbern angeketteter rotgezungter naturfarbener Hundekopf, oben begleitet von 1 vierlätzigen roten Turnierkragen mit je 1 goldenen Lilie zwischen den Lätzen (citato in (24)) |
|        | Luperti (Cagli) (la blasonatura non è stata ancora caricata) (citato in DAlena) |
|        | Lupi (Parma) d'argento, al lupo rampante di nero (citato in (8) - p. 40 vol. 2 e in (10) - pag. 140) |
|        | Lupi (Firenze) Troncato d'oro e d'azzurro, al lupo passante del secondo nel primo (citato in (14)) |
|        | Lupi (Pisa) D'oro, al lupo rapace al naturale, rampante ad un monte di sei cime di verde (citato in (14)) |
|        | Lupi (Pisa) Partito: nel 1º d'oro, all'aquila dal volo abbassato di nero uscente dalla partizione; nel 2º fasciato di otto pezzi d'oro e d'azzurro, alla banda attraversante di rosso, caricata di tre losanghe d'argento (citato in (14)) |
|        | Lupi (Cosenza) D'oro al lupo saliente di nero (citato in DAlena e in BLCL) |
|        | Lupi (Acqui) Titolo: conti di Moirano, Montalto D'oro, al lupo al naturale, rampante Motto: Virtus crescit in adversis (citato in (16)) |
|        | Lupi (Asti, Vercelli) Titolo: consignori di Magliano D'oro, al lupo d'azzurro alias D'oro, al lupo di nero Motto: Crfescit in adversis virtus (citato in (16)) |
|        | Lupi o Lupo (Pinerolo) D'oro, al lupo di nero (citato in (16)) |
|        | Lupi (Val Brembana) Inquartato; nel 1° e 4° palato di quattro pezzi, ogni palo fasciato-centrato di cinque pezzi, di rosso, d'argento, di verde, d'argento e di rosso; nel 2° e 3° d'azzurro al giglio di giardino d'argento, gambuto e fogliato di verde. Oppure: D'argento al lupo rampante d'azzurro; col capo dell'Impero (citato in Stemmi della Val Brembana (archiviato dall'url originale il 6 gennaio 2013).) |
|        | Lupi o Lupi della Costa (Bergamo) aquila di nero su oro (citato in LEOM) |
|        | Lupi o Lupi della Costa (Bergamo) 3 fasce ondate troncate di rosso e di verde su argento (citato in LEOM) |
|        | Lupi o Lupi della Costa (Bergamo) 3 fasce ondate troncate di rosso e di verde su argento - giglio di giardino posto in palo uscente dalla partizione di argento stelato e fogliato di verde su azzurro (citato in LEOM) |
|        | Lupi di Soragna (Firenze) D'argento, al lupo rapace di nero (citato in (14)) |
|        | Lupicani (Firenze) D'azzurro, a due lupi controrampanti d'oro (citato in (14)) alias D'azzurro, al cane d'argento, collarinato e lampassato di rosso, e al lupo d'oro, lampassato di rosso, controrampanti (citato in (14)) (DE) In Blau 1 linksgewendeter rot behalsbandeter und rotgezungter silberner Hund und 1 rotgezungter goldener Wolf (citato in (24)) |
|        | Lupicini (Firenze) Di rosso, al lupo rapace d'argento (citato in (14)) (DE) In Rot 1 silberner Wolf (citato in (24)) |
|        | Lupicini (Firenze) Di rosso, alla banda d'argento caricata di tre lupi passanti di nero (citato in (14)) |
|        | Lupidi (Ripatransone, Roma, San Benedetto del Tronto) fascia di rosso su argento - accompagnata in punta da una tana scavata negli scogli entro la quale un lupo passante con la testa rivolta tutto al naturale su argento (citato in LEOM) |
|        | Lupinacci (Cosenza) Titolo: patrizio di Cosenza, barone Scalzati e Ponticelli d'argento alla fascia d'azzurro caricata da un lupo coronato d'oro, accompagnato nel capo da una aquila uscente di nero al volo abbassato (citato in (17)) |
|        | Lupinacci (Cosenza) lupo passante rivolto coronato di oro su fascia di rosso su argento - aquila ali abbassate (volo) nascente dalla fascia di nero su argento (citato in LEOM) |
|        | Lupinai (Firenze) D'oro, al lupo rapace al naturale, sostenuto da un monte di tre cime d'azzurro, e tenente nelle fauci uno stelo (o ramoscello) di lupino di verde, fruttifero d'oro (citato in (14)) |
|        | Lupini (Bergamo) inquartato: nel 2º e 3º di rosso allo scaglione gemellato di giallo, orlato di magenta e rovesciato; nel 1º e 4º d'argento al lupo di nero coronato d'argento Motto: Homo homini lupus (citato in (7) - Vol. VI pag. 77) |
|        | Lupis (Molfetta) d'azzurro, al lupo al naturale passante su una campagna di verde e sormontato da una stella di 6 raggi doro nel capo alias d'azzurro, a 3 monti di verde moventi dalla punta, quello di mezzo più alto e cimato di un mezzo leone al naturale, e tenente nella branca destra una rosa di rosso Motto: Quinci ogni ardir, quinci ogni speme (citato in DAlena e in ) |
|        | Lupis (Grotteria, Hong Kong) Titolo: marchese, barone di Castania e Cuzzoghieri, patrizio di Giovinazzo d'azzurro ai due lupi d'oro controrapanti, lampassati di rosso che reggono un cuore dello stesso (citato in (17)) |
|        | Lupis (Napoletano) d'argento al lupo di azzurro rampante (citato in (19)) alias d'azzurro al lupo d'oro rampante, accompagnato nel canton destro del capo da una rosa di rosso (ramo di Giovinazzo) (citato in (19)) alias d'azzurro ai due lupi d'oro controrampanti che reggono un cuore di rosso (ramo di Grotteria) (citato in (19)) Notizie storiche in Nobili napoletani (archiviato dall'url originale il 13 ottobre 2013). |
|        | Lupo (Catanzaro) D'argento al lupo saliente di nero (citato in DAlena e in BLCL) |
|        | Lupo o Lupò (Messina) d'argento, al lupo rampante di nero (citato in Mango) |
|        | Luppari o Lupari (Bologna) Titolo: consignori di Camerana Troncato d'argento e di rosso, a due zampe di lupo d'azzurro, strappate, poste in palo, la prima rivoltata, con il capo d'Angiò (citato in (16)) |
|        | Luppi Durelli o Luppi Durelli Bernardus (Toscana) (DE) 1 Schrägbalken beidseitig begleitet von je 1 achtstrahligen Stern (citato in (24)) |
|        | Luppino (Erice) lupo passante di nero traversante - un albero nodrito su terrazzo tutto al naturale su azzurro (citato in LEOM) |
|        | Luppis (Ferrara) lupo rampante di nero su - inquartato di azzurro e di rosso - il rosso caricato di 3 fasce ondate di argento (citato in LEOM) |

### Lur
| Stemma | Casato e blasonatura |
| ------ | --- |
|        | Lurani Cernuschi (Milano) fenice al naturale sulla sua immortalità di rosso su terrazzo al naturale mirante - sole raggiante di oro posto nel canton sinistro del capo tutto su azzurro - filetto di nero in croce su argento - castello di rosso a 2 torri su ciascuna una lampada di nero - tra le torri una aquila di nero coronata di oro su argento - 2 scoiattoli al naturale seduti su terrazzo di verde affrontati alla tedesca su argento (citato in LEOM) |

### Lus
| Stemma | Casato e blasonatura |
| ------ | --- |
|        | Luserna Titolo: marchesi di Angrogna, Rorà; conti di Luserna; signori di Bagnolo, Bibiana, Campiglione, Caramagna, Famolasco, Fenile, Garzigliana, Sommariva Bosco; consignori di Vigone, Virle Bandato d'argento e di rosso alias Inquartato: al 1°, troncato di Castiglia e d'Austria; al 2° e 3° di Luserna; al 4° di rosso, all'aquila d'argento; sul tutto di Savoia moderna Motto: Lux in tenebris lucet - Lucerna pedum meorum tuum Domine - À bon droit (citato in (16)) |
|        | Luserna o Lucerna (Vialfré) Titolo: consignori di Torre Bairo Inquartato, al 1° e 4° d'azzurro, alla lucerna d'argento, accesa di rosso, al 2° e 3° di rosso, a tre fasce d'argento, orlate di nero alias Inquartato, al 1° e 4° d'argento, alla lucerna di nero, accesa di rosso, al 2° e 3° fasciato d'argento e di rosso Motto: Qui male agit odit lucem (citato in (16)) |
|        | Luserne Manfredi o Luserne d'Angrogne (Torino, Tournai, Chambery) inquartato, nel primo partito di rosso al castello di tre torri (Castiglia), di rosso alla fascia d'argento (Austria), al 2° ed al 3° bandato d'Argento e di rosso (Luserna - Roisin), al 4° di rosso all'aquila d'argento (Trantasia), sul tutto in cuore di rosso alla croce d'argento (Savoia) scudetto di Savoia (croce di argento su rosso) su - castello a 3 torri di oro uscente dalla partizione su rosso - fascia di argento su rosso - bandato di argento e di rosso - aquila di argento su rosso (citato in LEOM) |
|        | Luserna Rorengo o Luserna di Rorà (Torino) bandato di argento e di rosso (citato in LEOM) |
|        | Lusignani (Parma) rosa di azzurro su argento - 3 spighe di frumento in palo poste in fascia accompagnate in alto e ai lati da 6 palle poste in semicerchio tutto di oro su azzurro (citato in LEOM) |
|        | Lusio (Genova) Luccio (citato in DAlena) |
|        | Lusso (Torino) D'oro, allo scudetto d'azzurro, carico di un luccio d'argento, posto in palo Motto: Abstine aspice et substine (citato in (16)) |
|        | Lustrini (Firenze) D'azzurro, alla cometa accompagnata in capo da un sole e in punta da tre stelle a sei punte, 2.1, il tutto d'oro (citato in (14)) (DE) In Blau 1 strahlende gesichtete goldene Sonne, 1 goldener Komet und 3 achtstrahlige goldene Sterne 1:1:2:1 gestellt (citato in (24)) |

### Lut
| Stemma | Casato e blasonatura |
| ------ | --- |
|        | Luti (Siena) d'azzurro alla fascia gemella d'oro accompagnata da 3 bisanti del medesimo (citato in (2) - pag. 286 e pag. 321 ed. II, in (10) - pag. 135 e in DAlena) (la blasonatura non è stata ancora caricata) (citato in BNDD) Immagine ne L'araldica sarteanese nei secoli. |
|        | Luti (Firenze) D'azzurro, alla gemella in fascia d'oro, accompagnata da tre palle dello stesso, 2.1 alias D'azzurro, alla gemella in fascia d'oro, accompagnata da tre palle dello stesso, 2.1, la gemella attraversata da uno scudetto ovale troncato d'argento e di nero, al leone nascente d'oro nel primo (citato in (14)) |
|        | Luti (Prato) D'argento, all'aquila dal volo levato di nero, coronata d'oro, caricata in cuore di due gigli pure d'oro, sormontati da una stella a sei punte dello stesso, e sormontanti a loro volta una targa di rosso sovraccaricata di due pali d'argento e bordata d'oro (citato in (14)) |
|        | Luti (Siena) D'azzurro, alla gemella in fascia d'oro, accompagnata da tre bisanti dello stesso, 2.1 alias D'azzurro, alla gemella in fascia d'oro, accompagnata da tre palle dello stesso, 2.1 (citato in (14)) |
|        | Luti (Toscana) (DE) Ledig silber? (citato in (24)) |
|        | Luti o Lutti (Trentino, Verona) spaccato da una fascia d'azzurro; nel 1° d'oro all'aquila di rosso coronata d'oro; nel 2' partito di rosso (citato in (5) - p. 68 vol. 16, pt. 4) |
|        | Lutiano (Toscana) inquartato d'argento e d'azzurro (DE) Silber-blau geviert (citato in (24)) |
|        | de Lutiis (Roma) d'azzurro a due lucci uno sull'altro in fascia d'argento (citato in (5) - p. 68 vol. 16, pt. 4) |
|        | Lutiis (Bitonto) Luccio (citato in DAlena) |
|        | Lutschaunig (Pisa) Troncato: nel 1º d'azzurro, a due gigli affiancati d'argento; nel 2º d'oro, alla lancia spezzata in scaglione al naturale (citato in (14)) |
|        | Luttarini (Cesena) (la blasonatura non è stata ancora caricata) (citato in BLCW) Immagine in Blasone Cesenate. |
|        | Lutterotti (Caldaro) 2 colombe di argento affrontate reggenti con il becco una ghirlanda di 5 rose al naturale su terrazzo di verde su rosso - albero di tiglio di verde su monte ristretto dello stesso uscente dalla partizione su oro (citato in LEOM) |
|        | Lutterotti (Caldaro) 2 colombe di argento affrontate reggenti con il becco una corona di rose al naturale su terrazzo di verde su rosso - albero di tiglio di verde nodrito nel terrazzo dello stesso su oro (citato in LEOM) |
|        | Lutz (Appiano, Trento) inquartato di azzurro e di oro - tre palle di rosso su banda di argento accompagnata da - 2 stelle (6 raggi) di oro poste in sbarra su azzurro - 2 aquile al naturale coronate di oro su oro quella del secondo quarto rivolta (citato in (4) - p. 186 vol. IV) inquartato di azzurro e di oro - 3 palle di rosso su banda di argento accompagnata da - 2 stelle (6 raggi) di oro poste in sbarra su azzurro - 2 aquile al naturale coronate di oro su oro quella del secondo quarto rivolta (citato in LEOM) |

### Luv
| Stemma | Casato e blasonatura |
| ------ | --- |
|        | Luverà o Luvarà (Messina, Gerace) Titolo: nobili troncato con la fascia d'argento, 1° d'azzurro alla rupe al naturale sopra una pianura al naturale sormontata da una stella d'argento con un uccello al naturale, 2° di rosso a tre bande d'argento (citato in (17)) troncato, con la fascia in divisa d'argento; nel 1° d'azzurro, alla rupe al naturale, posta al fianco destro sopra una pianura dello stesso, sormontata nel capo da una stella d'argento, e sinistrata da un uccello del suo colore, posato sulla pianura, guardante la stella; nel 2° di rosso, a tre bande d'argento (citato in Mango e in (20)) fascia di argento in divisa su troncato di azzurro e di rosso - uccello passante su pianura mirante - stella (5 raggi) di argento sovrastante una roccia tutto al naturale su azzurro - 3 bande di argento su rosso in basso (citato in LEOM) Notizie storiche in Famiglie nobili di Sicilia. |

### Luy
| Stemma | Casato e blasonatura                                                  |
| ------ | --------------------------------------------------------------------- |
|        | Luyno (la blasonatura non è stata ancora caricata) (citato in DAlena) |

### Luz
| Stemma | Casato e blasonatura |
| ------ | --- |
|        | Luzi (Bologna, Macerata, San Severino) di rosso, torre cimata di una torretta coperta su terrazzo tutto al naturale (citato in (4) - p. 187 vol. IV) torre cimata di una torretta coperta su terrazzo tutto al naturale su rosso (citato in LEOM) |
|        | Luzi (Terni) fascia di rosso su azzurro - tre stelle a sei raggi di oro poste in fascia in alto - tre gigli di oro posti in fascia in basso su azzurro (citato in (4) - p. 187 vol. IV) fascia di rosso su azzurro - 3 stelle (6 raggi) di oro poste in fascia in alto - 3 gigli di oro posti in fascia in basso su azzurro (citato in LEOM)                                                                                              |
|        | Luzi (Trevi) (la blasonatura non è stata ancora caricata) Notizie storiche nel sito della Associazione Pro Trevi. |
|        | Luzi Fedeli (Ostra, Ancona) fede di carnagione vestita di oro su fascia di azzurro accompagnata da - due scaccati di quattro pezzi di rosso di argento di azzurro e di rosso (citato in (4) - p. 187 vol. IV) |
|        | Luzi Fedeli (Ostra, San Marcello) fascia di rosso su azzurro - 3 stelle (6 raggi) di oro poste in fascia in alto - 3 gigli di oro posti in fascia in basso su azzurro - fede di carnagione vestita di oro su fascia di azzurro accompagnata da - 2 scaccati di 4 pezzi di rosso di argento di azzurro e di rosso (citato in LEOM) |
|        | Luzio (Abruzzo) (la blasonatura non è stata ancora caricata) (citato in DAlena) |
|        | Luzzago (Brescia) due fasce una di rosso e una di nero su oro - aquila coronata di nero poggiante sulla fascia di rosso - tre cavoli (verza) di verde posti 2,1 accompagnanti la fascia di nero su oro (citato in (4) - p. 188 vol. IV) 2 fasce una di rosso e una di nero su oro - aquila coronata di nero poggiante sulla fascia di rosso - 3 cavoli (verza) di verde posti 2,1 accompagnanti la fascia di nero su oro (citato in LEOM) |
|        | Luzzi (Sansepolcro, Arezzo) d'azzurro, al capo d'Angiò cucito, un albero di pino sradicato al naturale fruttato di oro accompagnato a sinistra da - un orso rampante rivolto al naturale (citato in (4) - p. 189 vol. IV) albero di pino sradicato al naturale fruttato di oro accompagnato a sinistra da - un orso rampante rivolto al naturale su azzurro - capo d'Angiò cucito (citato in LEOM)                                        |
|        | Luzzi (Bologna) Luccio (citato in DAlena) |
|        | Luzzi (Cagli) (la blasonatura non è stata ancora caricata) (citato in DAlena) |